# ホロコースト否認
ホロコースト否認（ホロコーストひにん、ドイツ語: Holocaustleugnung、英語: Holocaust denial）とは、ナチス・ドイツが行ったユダヤ人の組織的虐殺であるホロコーストの全体もしくは一部について、歴史学上の定説を否定する方向での修正を主張することである。またはそれらの主張そのものを指す。
なお、ドイツ語のLeugnungや英語のdenialは通常「否定」と訳すことが多いため、ホロコースト否定と呼ぶことも多い。従って、これらの主張者はホロコースト否定論者あるいはホロコースト否定派と呼ぶことが多いが、英語圏ではdenierと呼ぶことと同じくらいrevisionistと呼ぶ場合があり、日本語では歴史修正主義者（あるいは単に修正主義者）となる。また、日本の一部では見直し論・見直し論者とも呼ぶこともある。ただし、歴史修正主義はホロコースト否認だけを指すわけではなく、より広い意味を持つ用語でもある。
ホロコースト否認の主張を行うことは、ヨーロッパの大半の国やイスラエルとカナダの法律で明示的に禁止されているほか、反ユダヤ主義的行為とされ、人種差別を禁じた法律によって訴追される国もある。また2007年には国際連合総会決議61/255において、「ホロコーストが歴史的事実であるという認識の一部もしくはすべてを否定するいかなる行為も認めないように、全加盟国に求める」ことが採択されている。

## 否認論の概観
ホロコースト否認論は、600万人に近い数のユダヤ人が第二次世界大戦中、ナチスによって虐殺された、という歴史的事実を否定することを核心に置いた現象である。この場合、否定はホロコーストの事実をはっきり見直すことのほか、該当の事件・事実を相対化することも含んでいる。
修正主義者たちによれば、ユダヤ人絶滅は実際には起こらなかった。ドイツ側当局はヨーロッパ・ユダヤ人の殺害をけっして計画しなかったし、ユダヤ人が虐殺されたという絶滅収容所なども建設したことも一度もなかった。修正主義者たちの見るところ、1939年-45年のユダヤ人死亡者数が、まず30万人以上ということはありえず、死因も戦時の欠乏、困難、病気に帰せられるものであった。

### 歴史学界における否認論の扱い
ホロコーストにより数百万人規模の計画的な殺戮が行われたこと、ホロコーストが中央で計画されたこと、およびホロコーストの実行におけるナチス指導部の役割のあったことは、膨大な物証、証言および文献によって、既に裏付けられているという認識が、近現代ヨーロッパ史の研究者で確立している。この状況を2003年6月24日の欧州人権裁判所が下したいわゆる「ガロディ判決」では、「これらの事実は歴史家の問で論争の対象となっておらず、反対に明確に立証されている。」として、「ホロコーストのような明確に立証されている歴史的事実の事実性に異論を唱えることが、真理の探究に類似する歴史研究の分野にまったく属するものでない」としている。

### 政治と否認論
ホロコースト否認論は学術的な見解に反するのみならず、「ドイツ・ナショナリズム、ネオナチズム、反シオニズム、反ユダヤ主義」が否認論の背景にあり、ネオナチ等のナチズム再興を標榜する極右派の主要なイデオロギーとなっている。一方で左派や共産主義者、ユダヤ人にも否認論者は存在する。「ホロコースト否認論の父」といわれるポール・ラッシニエもフランス共産党を経てフランス社会党に入った左翼であると紹介されている。また、否認論者は左派であることが反ユダヤ主義者や人種主義者ではない証明であるとして、その「左派」さえ「否認論」を支持しているのだというかたちで「否認論」の正当性を主張しているが、反ユダヤ主義を「右翼」のみに帰するのは余りに単純な図式化であり、ラッシニエが所属していた社会党内におけるポール・フォールの派閥はユダヤ人であったレオン・ブルムと対立しており、反ユダヤ主義が猖獗していた。
否認論は、主要なヨーロッパ諸国や、欧州連合の機関においては、公共空間におけるホロコースト否認論は、単なる歴史研究ではなく、政治的な意図を持った「扇動」として扱われる（ただし、虐殺の原因、経緯、および犠牲者数には研究者の間で議論があり、それらの学術研究は法的に禁止されていない）。これは、否認論者がしばしば口にする「真理の探究」という口実の裏に、「ユダヤ人による歴史の偽造に対する非難」と「ナチ体制の名誉回復」という真の目的および結果がある。
一方で、ドイツと交戦した国でも、イギリスやアメリカにおいては比較的寛容に扱われている。また戦後の中東問題で、イスラエルによる行為を非難する立場から、しばしば否認論が肯定的に取り扱われている。ロジェ・ガロディがフランスにおいてホロコースト否認による人種差別教唆罪に問われた際にも、欧州人権裁判所に対して「シオニズムとイスラエル政府を批判しただけ」と主張したが「彼の主張はこの範囲にとどまらず」「実際には明白な人種主義的な目的を持っている」として却下された事例もあるように、否認論側がイスラエルとシオニズム批判を否認論と結びつけることもある。

### 加藤一郎の主張
加藤一郎は、文教大学の教育学部教授であったが、日本では大学教授で明確なホロコースト歴史修正主義者は加藤以外確認されない。加藤は2009年頃に亡くなっている(石川裕之 2009)。加藤は以下のように述べている。
- ホロコーストは第二次世界大戦の最中から噂として流れはじめ、1942年12月17日には西側連合国が「ドイツ政府がヨーロッパにおいて野蛮なユダヤ人絶滅政策を行っている」とプロパガンダを行った[11]。
- ホロコースト否認派の中にナチスに共感を示す研究者がおり、ホロコースト否認派の主張がネオナチを政治的に利するかもしれない。しかし学説自体を学問的に検討すれば良いのであって、その学説の政治的功罪や政治的バックグラウンドや個人的利害を問題にすべきではない。殺人事件を例にとれば、歴史家は、その事件が本当に起こったのか（もしくは起こらなかったのか）、いつどのようにして起こったのかだけを明らかにすればよいのであって、その殺人事件を道徳的に断罪したり、その殺人事件を過小評価・否定することは特定の政治集団を利することになると非難したり、まして、その殺人事件を否定する歴史家は殺人犯を政治的に擁護しようとしており、殺人事件の被害者を冒涜しているなどと糾弾することは、まったく歴史家の任務ではない。ホロコースト修正派の学説を「荒唐無稽なもの」「まったく科学的根拠を欠いた」 ものと見なしていながら、一方ではその学説の普及を法的手段を使っ てまで抑圧しようとするホロコースト（肯定）派 の姿勢は、裁判にかけてまで、ガリレオ・ガリレイの「地動説」を抑圧しようとした中世のキリスト教会の姿勢を想起させる[12]。
- ホロコースト肯定派永岑三千輝は自身の著書で「右翼」とか「極右勢力」という用語を否定的なニュアンスでたびたび使っており、自分は「左翼歴史家」、「左翼勢力」であることを明らかにしていると指摘し、永岑の著書の記述「第二次大戦後、現在まで、世界の民族主義、人種主義、反民主主義、反ユダヤ主義の潮流は、ナチズム、ファシズムに共鳴して、その汚点をぬぐおうとする」という一文を裏返すと、「第二次大戦後、現在まで、世界の国際主義、人種平等主義、民主主義、親ユダヤ主義の潮流は、共産主義、社会主義に共鳴して、その汚点をぬぐおうとする」ということになる[13]。
- ホロコースト肯定派は一体どのような人生経験をすれば、自分たちを「正義の守護者」、「歴史の大審問官」の高みに置いて、「無知蒙昧」な一般大衆にむかって自説を「諭す」と同時に、異説を唱える人々を悪罵・中傷し、ひいては彼らに対する政治的・司法的弾圧を要求することができるのか？[14]。
- ドイツ当局とメディアは、政治的中道派の右に位置するものすべて、古めかしい保守派や愛国主義者も含むをひとまとめにして、「右翼」、「右翼急進派」、「右翼過激派」、「ネオナチ」と分類しており、ネオナチはメディアでは野蛮で不快な分子と扱われていますので、彼らを抑圧するのはやむをえないと考える人もいるだろうが、ネオナチはその異端的言論ゆえに訴追されるべきであるということに軽々しく賛成した人々は、もし自分が、国旗を掲揚したり国家を歌ったりして隣人に密告されて、ネオナチと中傷され、迫害されたとしても、文句を言うべきではない。ドイツで起っている事態はまさにこのようなことであり、アメリカでは普通の愛国心を表明することはごく当たりまえのことだがドイツでは政治的な傾向が左に傾いているために、同じような行為がネオナチとみなされ、迫害は独裁制に由来するというためばかりではなく、迫害は憲法にもとづく民主主義からの逸脱であるという意味からも抗議しなくてはならないとされている[15]。
- 歴史家はジンギスカンやモンゴル軍の犯罪を告発するために、研究すべきではないし、その悪行を取り繕うために研究すべきではない。ある歴史研究を、それはジンギスカンの犯罪を免罪しようとしていると批判する人物がいれば、その人自身の政治的動機が疑われるであろう。もし、疑われないとすれば、ジンギスカンについての歴史観を定めることができるのは、ジンギスカンの犠牲者と彼の敵だけになってしまう。同じ理屈がヒトラーと第三帝国にもあてはまり修正主義者もその論敵にも、自分たちに政治思想を持つ権利がある[16]。

## 否認論の言論
ヴィダル＝ナケは、否認論者の言論を次のようにまとめている。
- ナチス・ドイツが意図した「ユダヤ人問題の最終的解決」は、東欧方面へのユダヤ人追放を意味する[6]。
- しばしばホロコーストの象徴とされるガス室は、存在していない[6]。
- 500万から600万というユダヤ人死亡者の数字は誇張であり、実数ははるかに少なく、数十万人程度である[6]。
- 第二次世界大戦の重要な責任は、アドルフ・ヒトラーになく、ドイツにもない。あるいはドイツはこの責任をユダヤ人と共有する[6]。
- 1930年代から1940年代の人類の最大の敵は、ナチス・ドイツではなくヨシフ・スターリンのソビエト連邦である[6]。
- ホロコーストは連合国、主にシオニストによってでっち上げられたものである[6]。

ホロコーストに関して、生存者、目撃者、歴史家によって提出された証拠は圧倒的な量ではあるが、否認論者はそれに対して、その「矛盾」を指摘することにより、ホロコーストに関する「通説」の立証は十分ではないとして、その否認をするべきだという立場をとる。彼らは主流であるホロコースト研究者を「大虐殺信奉派」「通説派」「定説派」などと形容している。
しかし否認論者の主張は学界では認められていないと光信一宏は主張している。
エルンスト・ツンデルなどの否認論者は、フレッド・ロイヒターがアウシュヴィッツのガス室跡地を調査したが、シアン化物の痕跡は見つからなかったとするロイヒター・レポートを、「強制収容所にガス室は無かった」と主張する上で重視している。ロイヒターは電気椅子などの死刑執行関連の器具販売会社を経営していた。しかしツンデル裁判においては証拠としての価値を認められなかった。一方で1994年にポーランドの公的機関であるクラクフ法医学研究所のヤン・マルキェヴィチらのチームが行った調査では、ガス室の跡地からシアン化物が発見されたという報告がある。否認論者で化学者のゲルマー・ルドルフによるクラクフ報告への詳細な反論があり、シアン化物は誤差の範囲内だと主張している。しかし、クラクフ報告では分析方法として微量拡散分析法を用いており、この方法ではロイヒターらの行った分析法の約300倍の感度があり、分析値のオーダーもロイヒターらの報告に示されるmg/kgではなく、μg/kgで示されている上に、クラクフ報告で採取された収容所内住居棟の7つのサンプルでは検出値は全て検出限界未満であった。ゲルマー・ルドルフの説に対しては、米国の反修正主義者であり化学者のリチャード・グリーンから詳細な反論もある。
否認論者は、論争を行うことによって世間の耳目を集める戦略にも出ている。アメリカの懐疑論者マイケル・シャーマーは、フランスの否認論者ロベール・フォリソンが「餌をまいて『大虐殺信奉者』と彼が呼ぶ相手を引き寄せることを好む」と論評している。リップシュタットは「否認論者とは議論しない」という原則を揚げているが、これは否認論者が議論においてホロコーストがあったか無かったかという二項対立に持ち込むことで、否認論があたかも重要な価値を持つかのように誤認させる目的があるためだとしている。

### 「否認」ではなく「修正主義」であるという主張
ホロコースト否認論者、または「ホロコースト否認論者（修正主義者）」の多くは、「否認論」または「否認主義」という用語を強く拒否し、「修正主義者（revisionist）」を用いている。その理由は、彼らによれば、彼ら（revisionist）は、ガス室やユダヤ人絶滅政策を否定しているのではなく、証拠の欠如を指摘しているだけなのだという。また、他の論者たちも、ガス室やユダヤ人絶滅政策が無かったと結論づけているのではなく、現時点では、証言以外に何も証拠（物証）が無いことを指摘しているだけで、証拠の提示を待っているのだと主張している。更に、「ホロコースト」の定義に幅があることから、ドイツによるユダヤ人迫害全般を否定している訳ではない事を強調する意味もあって、彼ら（revisionist）は、「否定論者（denier）」と呼ばれることを強く拒否する傾向がある。これに対して、ホロコースト否認、または「ホロコースト否認論」を批判する研究者は、「ホロコースト否認論者」が使う「修正主義（revisionism）」という用語に対して、故意にミスリードするものであると論評する。
「ホロコースト修正」の立場を主張する論者は、適切な修正主義的原則をホロコースト史に適用すべく努めているとし、この視点において「ホロコースト修正主義」という用語が適切であると主張している。「ホロコースト否認論」の用語は「戦後のホロコースト観が描写するようなホロコーストは起こっていないとする論説」に用いるのに対して、「ホロコースト修正主義」という用語は、一次史料などからホロコーストの諸側面を考察するのに用いられる通常の史学的態度に使用されるとしている。一方で、この言説は、主流であるホロコースト研究においても大虐殺の詳しい原因（意図説・機能説論争）、ホロコーストの経緯、犠牲者の正確な数などなお研究者の問で意見・解釈の分かれる論点が多く存在していることを無視している。
彼らが主張する「ホロコースト否認論」と「ホロコースト修正主義」の区別は一般的に受け入れられていない。2006年2月に独学の歴史家・作家デイヴィッド・アーヴィングがホロコースト否定を理由にオーストリアで有罪判決を受けた時、イギリスのニュースメディアはアーヴィングに対して「修正主義者」という用語を頻繁に使用している
ホロコースト肯定派は、修正主義派がホロコーストの否定や否認を行っていると主張しているが、実際の修正主義者はそんな事は言っておらずホロコーストの見解を修正しようとしているだけである。
ホロコースト肯定派側の主張に基づかない、本当の修正主義側の主張を簡潔に要約すると、おおよそ以下の通りである

。
- ホロコーストの命令、計画、予算は無かった。（実際に存在していない。）
- ホロコーストの犠牲者が600万人というのは多過ぎである。物的な証拠は全く存在しておらず、明らかにプロパガンダ宣伝である。顕著な例では、肯定派側もアウシュヴィッツの死亡者を400万人から約100万人に減らし、説明や主張を変えてきている。（肯定派も数百万人単位で人数を減らしている。）
- 大量虐殺（ジェノサイド）が可能なガス室は存在しなかった。　肯定派がガス室だと主張する部屋は気密性が欠けているなど、ガス室として機能しない。疑惑の部屋からはシアン化合物が検出されていない。

## 否認論の主張と反論
```
見直し論者によってしばしば主張される言論詳細を以下に記す。ただし全ての論者が同一の主張をしている訳ではない
[
30
]
。（詳しくは脚注先の論文などを参照していただきたい。）
```

|                                        | ホロコースト見直し論 | ホロコースト見直し論を批判する立場 |  |
| -------------------------------------- | --- | --- |  |

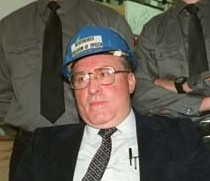
エルンスト・ツンデル

| 命令や計画性                           | - 連合国が総司令部ドイツで押収したドイツ政府公文書の中に、ドイツ政府指導者が「ユダヤ人絶滅」を決定・命令した文書は、発見されていない。ヒトラー署名の命令書、すなわちドイツやポーランドのユダヤ人を殺害する特別命令、総統命令は発見されていない。残された公文書には殺害という字句を使用していない。ヴァンゼー会議の状況においても、ナチス政権上層部のホロコーストに帰着するような殺害命令は存在していない。公文書群の中には、アウシュヴィッツなどに収容したユダヤ人を戦後、ロシアに移住させる計画案がある。これは収容所の建設目的が「ユダヤ人絶滅」ではなく、ソ連を打倒した後に、ユダヤ人をロシアに強制移住させるための準備であったことを意味している。「最終的解決」と言う用語も、戦後の強制移住計画を指していたことが読み取れる。だがソ連戦線の崩壊とともに移住計画は頓挫し移住による「最終的解決」は不可能となり別の解決策が模索された。当時のドイツ政府は「ユダヤ人絶滅」計画のための予算を全く計上していなかった。だがその予算表にはユダヤ人から接収した資産は計上されておらずその接収資産をそのままユダヤ人対策の予算として使っていた証拠の一つとなっている。 - 正史派が見せびらかす写真で、眼鏡や靴がいくら山のように積まれていても「ガス殺」があったことの証明にならないことは言うまでもない。それらの物の持ち主たちが、「ガス室」で殺された証明は何処にもないからである。 - 正史派がホロコーストの根拠にしているおびただしい死体写真は飢餓やチフスの犠牲者を写したものであり、戦後になってドイツ人に見せられたホロコースト犠牲者を撮影したとされるフィルムは実際のところ連合軍によるドレスデン爆撃の犠牲者・・・ドイツの民間人である。 - 正史派は、ナチスの文書には彼らの行動を扱う時には「殺害」や「死」といった明確な用語を用いているものはほとんどない点に関し、ナチスの人間はほぼ常に「ユダヤ人の絶滅」でなく「ユダヤ人問題の最終的解決」といった暗示的な言い回しを使って話したり書いたりしていたと主張するが、実際問題殺害や絶滅を謀った事を窺える史料が決定的に欠けている。 - プリンストン大学名誉教授でユダヤ人のアーノ・メイヤーは（1）ドイツははじめからユダヤ人を絶滅する計画ではなかった。（2）アウシュヴィッツで死亡したユダヤ人の多くは故意の殺害ではなく、病死や飢餓の犠牲者であった、と述べている。 - ヨーロッパのユダヤ人を殺害する意図に関してヒトラーの発言の中で正史派から、最も多く引用されるのは1939年1月30日ドイツ帝国議会演説である。 今日私は再び予言者となろう。即ち、もし国際主義的ユダヤ人金融資本家どもが、ヨーロッパの内外で、再び諸民族を世界戦争に引き込むことに成功したとしても、その結果は地球のボルシェヴィキ化、ユダヤ人の勝利ではなく、ヨーロッパにおけるユダヤ人種の殲滅となるであろう。 — 1939年1月30日のヒトラーの演説 - しかしこれは後にも先にその1度きりであり、仮定形で述べられている演説は、行政命令ではなく、命令文書と同列に見なすことがそもそも間違っている。 - ドイツ語の誤訳が行われており、ヒトラーは絶滅の意味で、「Ausrottung」や「Vernichtung」のドイツ語を使用しておらず、実際には「ユダヤ人を追放する。」や「ユダヤ人の経済構造を解体する。」という意味で使用している。つまり最初から「絶滅する。」などとは一言も言っていない。 - ヴァンゼー会議で行われたとされる会議内容は、ニュルンベルク裁判で用いられたヴァンゼー会議議事録によるものだが、その議事録の内容にはユダヤ人絶滅やガス室の事などは全く書かれていない。さらに議事録の記録内容は捏造や改竄が疑われている。この議事録はアドルフ・アイヒマンが作成したとされており、イスラエルによって薬物を使用され拉致されたアイヒマンは議事録を作成したと認めたが、本当にアイヒマンがヴァンゼー会議議事録を作成した事を裏付ける証拠は存在しない。 - ヘフレ電報には「死亡した。」などとは記載されてない。実際のヘフレ電報には、「ユダヤ人が移送されて到着した。」事が書かれているのみである。 - 「長いナイフの夜」や「水晶の夜」では総統命令はたしかに無かったが、国家を挙げたユダヤ人絶滅計画とただの党内の粛正計画およびユダヤ人迫害暴動を同列に語ってはいけない。 - ドイツは確かにユダヤ人を収容したが、ユダヤ人を虐待したドイツ人を処罰していた。 - ドイツが囚人の福祉に気を使っていた証拠としては、SS経済管理中央本部長オズヴァルト・ポールによるすべての強制収容所長への回覧状がある。 囚人たちはドイツ民族の偉大なる勝利に貢献しなくてはならないのだから、われわれは心から囚人の福祉に配慮しなくてはならない。私は、病気のために労働できない囚人を10％以下に抑えることを第一の目標としたい。責任ある部署にいる人々は、一丸となってこの目標を達成すべきである。それには以下のことが必要であろう。適切な栄養供給、適切な衣服供給、すべての自然保健措置の利用、仕事の実行には必要ではない作業をさけること、報奨の奨励。私は、本書簡の中に繰り返し記述されている措置の監督に個人的な責任を負うつもりである。 — SS経済管理中央本部長オズヴァルト・ポール - 戦後、ユダヤ系医学教授マルク・クラインは、アウシュヴィッツでの収容生活についてこう述べている。 日曜日の午後には、サッカー、バスケットボール、水球の試合が行われ、観戦者が大声で声援をしていた。危険の脅威から人々の関心をそらせるには、さしたることは必要でなかった。SS当局は囚人たちが、ウィークデイであっても、定期的に娯楽にふけることを認めていた。囚人たちは映画館で、ナチの映画、感傷的な映画を見ることができ。その隣の気のきいたキャバレーではショーが演じられ、SS隊員もよく見に来ていた。また、非常に優秀なオーケストラもあった。最初は、ポーランド人の音楽家だけで構成されていたが、その後、すべての民族、とりわけユダヤ人からの第一級の音楽家で構成されるようになっていった。 — ユダヤ系医学教授、マルク・クライン - 戦後、当時10歳だったダニエル.Kは、『イェルサレム・ポスト』（国内版）でこう述べている。 ベートーベンの第九交響曲からの合唱が、1943年、アウシュヴィッツ・ビルケナウのユダヤ人少年合唱団によって歌われた。私もその一員であった。私が文化や歴史、音楽に始めて親しんだのは収容所においてであった。1944年3月、私はジフテリアにかかって、収容所の病院に送られた。私の母は、病院で一緒にいられるように頼んでいた。われわれのグループの青年指導者の一人が子供たちのための教育センターを作ってくれるように頼んだ。彼は許可を得た。ほどなく、この教育センターは、家族収容所のための精神的・社会的センターとなった。このセンターでは、少年オペラも含む音楽や劇が上演された。さまざまなイデオロギー、シオニズム、社会主義、チェコ民族主義が議論された。イムレという指揮者がいて、少年合唱団を編成した。リハーサルは、音響効果のよい大きな便所バラックで行なわれた… — ダニエル.Kの回想 - 当時、アウシュヴィッツで農場の研究をしていたドイツ軍の中尉、ティース・クリストファーセンによると、同僚のドイツ人の中には、ユダヤ人と友情を結んで戦後も文通を続けた者などもいたことや、ビルケナウ収容所における衛生状態の劣化に懸念を抱いて、ユダヤ人の処遇を改善するよう上司に提案したことがあったことや、ユダヤ人の中にはドイツよりもソ連を恐れる者がいて、ソ連に対するドイツの勝利を期待していたユダヤ人がいたことなどを述べている。 アウシュヴィッツにいた頃ずっと、ガス殺室での大量殺人を仄めかす何かを僅かたりとも見たことはない。また、焼けた肉の臭いが常時収容所を覆っていたとされるなどという話は真っ赤な嘘だ。第一収容所近辺には鍛冶工場があり、そこで蹄鉄が打たれていた。熱装装蹄の際の馬の蹄の焼き付けは当然不快な臭いを引き起こした。 — ティース・クリストファーセン - 収容所の食料は充実しており、スープは350－400カロリーであった。昼食時には、約300gのパン、約25gのソーセージかマーガリン、スプーン一杯のマーマレードかチーズ、合計900－1000カロリーの食事が配給されていた。マウトハウゼン強制収容所で発見された食糧配給資料でも、囚人たちが十分なカロリー摂取をしていたことがわかる。ドイツの前線兵士には、毎日、このような配給を受け取ることが保証されていたのだろうか？ - 収容所の環境を取り繕って語る必要のないポーランド・レジスタンス運動は、1943年初頭のマイダネク強制収容所の食事についてこう述べている。 食事は当初は貧弱であったが、最近、改善されており、たとえば、1940年時点の捕虜収容所よりも質が高い。朝6時、囚人たちは約半ℓのブロートを受け取る（1週間に2日は、ペパーミント味のハーブ茶）。午後1時、半ℓの栄養価の高いスープ――脂肪や肉が入っていることもある――が昼食として、配給される。午後5時、200gのパン（マーマレード、チーズ、マーガリン、1週間に2度は300gのソーセージつき）、および、半ℓのブロートもしくはジャガイモ・スープが夕食として配給される。 — ポーランド・レジスタンスの回想 - 連合軍捕虜の中に居たユダヤ系兵士の死亡率は、同じ連合軍捕虜の非ユダヤ系兵士の死亡率と同程度で変わっていない。これはユダヤ人絶滅命令が出されていたと仮定すると、辻褄が合わない事になる。また、ヒトラーによるユダヤ人絶滅命令は現在（2025年）でも見つかっていない。 - 矛盾しているナチス首脳陣の発言 首脳たちの発言や記録は正史派の主張と一致していない。 1942年5月30日のゲッベルスの日記にはヒトラーが移住させるように命じている事が記載されている。「総統はユダヤ人を中央アフリカに再定住（aussiedeln）させることを望んでいる。西ヨーロッパからユダヤ人を排除することが総統の目的である。」 1942年6月24日、ヒトラーは「この戦争が終わったら、ユダヤ人がマダガスカルや他の国家に移住するまで、彼らのコミニュティーを攻撃する。」と発言。ユダヤ人絶滅命令を出していたら、戦争終了後、ユダヤ人が生き残っている可能性は無いのに、ヒトラーは戦争終了後もユダヤ人が生存している前提で話をしている。 1942年11月23日、ヒムラーは親衛隊の前で以下のような演説を行っている。「ユダヤ人はドイツ国外に退去させられ、東へ移住し、道路や鉄道などインフラ整備に携わっているが、残虐な行為は一切行われてはいない。」 1945年4月21日の大戦末期、ヒムラーは世界ユダヤ人会議の代表として来訪したノルベルト・マズアから質問を受けた。ヒムラーは、ユダヤ人はチフスに感染しており、我々はその感染拡大を食い止める為に、火葬場を建設し疫病で命を落とした遺体を焼却せざるを得なかった。収容所内でユダヤ人への残虐行為が発生したのは事実だが、自分自身がその犯人に罰を与えた。と説明し、ジェノサイド疑惑を否定した。 1946年3月、ヘルマン・ゲーリングはニュルンベルク裁判で検察官サー・デイヴィッド・マクスウェル＝ファイフによるユダヤ人絶滅計画の嫌疑を全面的に否定し、ユダヤ人絶滅はヒトラーですら知らない事であり、ユダヤ人絶滅政策は存在しておらず本当はユダヤ人の移住政策であった。と証言した。 - ベルゲン・ベルゼン収容所のヨーゼフ・クラーマー所長の証言は、正史派の主張とは一致せず、修正派の主張と一致している。クラーマーは収容所が壊滅的状況になり、死者が続出したのは連合軍の責任だと証言した。 連合軍がライン川を渡る前までは、収容所はそんなに酷い状態では無かった。水道があり、食事もきちんと出ていた。連合軍は収容所の発電装置を破壊した。連合軍の妨害のせいで、食料、物資が収容所に届かなくなった。事態は絶望的となった。囚人のための医薬品や食料を調達しようとしたが、試みは失敗に終わった。 なおベルゲン・ベルゼン収容所でガス室による大量虐殺が行われていた。という証言があり事実と考えられていたが、現在は調査によりガス室の証言は嘘であることが判明。ベルゲン・ベルゼン収容所にはガス室は存在していなかった。ガス室が無かったことについてはベルゲン・ベルゼン強制収容所も参照すること。 - ユダヤ系フランス人のレオン・ポリアコフ（英: Léon Poliakov）は、終戦後ナチスドイツから押収した書類を調査した。その後、ポリアコフは次のように述べている。 ユダヤ人絶滅政策は、構想だけでなく、多くの重要な局面において、依然として闇に包まれたままである。ユダヤ人絶滅計画に関する文書は発見されていない。おそらくは最初から存在していなかった。 — レオン・ポリアコフ - ナチスの閣僚たちの証言 閣僚たちの証言は正史派の主張と一致していない。逆に修正派の主張と一致している。 アルトゥル・ザイス＝インクヴァルト 「1943年のヒトラーの話では、ユダヤ人をドイツから追放し、外国へ移住させるという事を話していた。ユダヤ人の絶滅の話は全く無かった。」 ハンス・ハインリヒ・ラマース 「1943年、ラジオから連合国の放送が流れて、ユダヤ人が殺害されているという噂が広がった。私はこの件について調査を行った。ヒムラーにこの件を訴えると、ヒムラーは殺害は一切行っていないと否定した。ヒムラーは、ユダヤ人の絶滅について一言も言わず、ユダヤ人の移住の話だけをした。私がユダヤ人大虐殺の具体的な内容について初めて聞かされたのは、このニュルンベルク裁判である。」 エルンスト・フォン・ヴァイツゼッカー 「ユダヤ人の絶滅について、全く知らなかった。」 アルフレート・ローゼンベルク 「スラヴ人やユダヤ人の絶滅など、考えたことは一度も無い。」 アルフレート・ヨードル 「戦時中、ユダヤ人の絶滅について、文書、口頭を問わず、聞いたことは一度も無かった。戦争が終わってから初めて聞いた。」 ヨーゼフ・ビューラー 「私がハイドリヒから聞いた話では、総統はヒムラーに対し、ヨーロッパに居るユダヤ人をロシア地域に移住させるよう命令した。さらに総統は老齢や病弱、移住の負担に耐えられない虚弱なユダヤ人の為に、ユダヤ人居留地を設置するように命じた。私はこの話を聞いた時、ユダヤ人の移住政策は、ユダヤ人の為だけでなく、ドイツ国民の名誉と威信の為にも、人道的に行われると確信した。」 - 多様性を尊重していたヒトラー ユダヤ人を差別していたというが、これは連合国によるプロパガンダが入っている。 実際は、エアハルト・ミルヒ、ベルンハルト・ロッゲ、ヘルムート・ウィルバーグ（Helmuth Wilberg）のようなユダヤ系の将軍がヒトラーに仕えていた。 親衛隊や国防軍の中にも、数万人レベルでユダヤ系の兵士が参加していたという説がある。 また、黒人の兵士もヒトラーの軍隊に参加していた。 最盛期には約200万人の非ドイツ系の外国兵士や少数民族の兵士、具体的にはスペイン人、スラヴ人、フランス人、アラブ人が、ヒトラーの指揮下に入って連合軍、ソ連軍と終戦まで戦っていた。 これは現代のイスラエルやアメリカの軍隊に参加している外国人兵士の数と比べると、はるかに多い人数である。 ナチスドイツに、人種差別的な面が有ったのは事実かもしれないが、当時は世界中の国で人種差別を行っていた。 例えば、アメリカでは黒人がリンチにかけられ、殺される事があったが、ヒトラー政権下では黒人をリンチにかけるよう主張されることが無ければ、容認される事も無かった。 - ユダヤ人の修正主義者 ヨゼフ・ギンズバーグはユダヤ人のホロコースト修正派である。ギンズバーグはナチスドイツがユダヤ人迫害やユダヤ人追放を行っていたのは事実だが、ユダヤ人絶滅は行っていなかった。と主張した。ツンデル裁判（英: R v Zundel）では、修正派のツンデル側の証人となり出廷した。ホロコースト修正主義者だったため、ユダヤ人団体から襲われて暴行されている。ギンズバーグが死亡した時、ユダヤ人団体からユダヤ人墓地への埋葬を拒否された。葬儀にはエルンスト・ツンデル（英:Ernst Zündel）ら修正主義者が参列し追悼の辞を述べた。 | - ホロコースト計画は官僚的だったドイツ政府ドイツ軍によって詳細に文書化されており、何カ国もの間で長年にわたって指揮統括組織によって行われた一大事業であった。ナチスは敗色が濃厚となるとホロコーストの証拠を消し去ろうと試みたが、戦争終盤のナチスの戦力は急速に崩壊したため証拠消滅は不成功に終わった。] - 戦後、何トンもの文書が見つかり、各地の強制収容所の近くに掘られ多数の死体が投げ入れられた穴からは死体が完全には腐敗しない状態のまま発見された。物的証拠や文書証拠の中には、殺されたユダヤ人の数に関するナチスの報告書、収容所へユダヤ人を搬送した列車の記録、何トンものシアン化合物やその他の整理された毒物、写真、フィルム、破壊されずに残った収容所の構造物そのものが含まれている。 - ナチス・ドイツにおいて、当初ユダヤ人の国外追放政策がとられていたこと自体は事実である。フランス占領後にはユダヤ人をマダガスカル島に追放し、管理するというマダガスカル計画が建てられていたが、戦局の悪化とともにこの計画は中止された。否認論者の言及は、戦局の影響による政策の変化という観点を無視している。またソ連東部は「東方生存圏」としてゲルマン民族による植民が行われる構想があった土地であり、親衛隊による民族ドイツ人の植民計画が立てられていた（東部総合計画）。 - ヒトラーがホロコーストを知っていたということを立証するためには総統命令は必要不可欠なものではない。「長いナイフの夜」や「水晶の夜」はナチスによる迫害行動であるが、事前に総統命令が文書によって行われたわけではない、ヴァンゼー会議に付随した書類などはナチス指導部上層の大半が中央集権化されたホロコースト計画を理解していたことを圧倒的に証明している。 - ルブリンの親衛隊大隊指揮官ヘルマン・ヘフレが1943年1月11日にベルリンの親衛隊上級大隊指揮官アドルフ・アイヒマンに宛てて送ったヘフレ電報では、ラインハルト作戦 の最初の年である1942年にルブリン（マイダネク強制収容所）、ベウジェツ強制収容所、ソビブル強制収容所、トレブリンカ強制収容所の4箇所の強制収容所で合計1,274,166人が死亡と報告されている。 - ホロコーストはドイツやドイツの占領地域に進攻した連合軍や第二次世界大戦の終わりまでドイツに追従していた枢軸軍によっても数十件目撃されている。提出された証拠の中には、連合軍が収容所に踏み込んだ時に解放された囚人達や付近の住人（その中には収容所内で労働する者もいた）の証言の他に、収容所の存在を示したフィルムやスチル写真も存在している。 - ヒトラーは「ユダヤ人種の殲滅･･･」演説を、第二次世界大戦開戦前夜のこととしてしばしば引用して語っているなど、ユダヤ人への宣戦布告として認識していた。またヒトラーは1920年8月23日に「ユダヤ人は寄生動物であり、彼らを殺す以外にはその被害から逃れる方法はない」と演説したことや、1934年1月21日にチェコスロバキア外相フランティシェク・チヴァルコフスキーに対して「我々はユダヤ人を殲滅するつもりである」などと述べた例など、ユダヤ人絶滅ととれる発言を行ったことは一度きりではない。 |  |
| ホロコースト生存者の人数の多さ         | - 膨大な人数のホロコースト生存者がいる謎 正史派側の資料を検証してみても、数百万人単位で膨大な人数のホロコースト生存者が居る事が判明している。1981年12月、カナダ・ユダヤ人ニュースは西ドイツの連邦補償法（独:Bundesentschädigungsgesetz）（BEG)に関して、1980年末までに賠償請求が認められた者の数は「434万4378人」と報じた。フォーカス・オンの記事は、1953年10月から1983年12月まで西ドイツ政府が連邦補償法に基づき、合計「439万0049件」の賠償金を支払った。と指摘している。 これらの賠償請求の大部分はユダヤ人からのものであり、ラウル・ヒルバーグは、これらの請求の約3分の2はユダヤ人からだと推定している。ヒルバーグの推定通り約3分の2がユダヤ人だとすると、1984年時点で連邦補償を受け取る資格のあるユダヤ人ホロコースト生存者は「約290万人」を超えていたことになる。しかも、この時点で、ポーランド、ソ連、ハンガリー、ルーマニア、チェコスロバキア等に居住するユダヤ人は西ドイツ連邦補償を請求する資格を持っていなかった為、実際のユダヤ人ホロコースト生存者の数は「約290万人」よりも、ずっと多かったのである。 アトランタ・ジャーナル・アンド・コンスティテューション紙は、1985年時点でユダヤ人ホロコースト生存者のうち、連邦補償法による賠償を受け取っていたのは半数程度に過ぎないと推定している。この約50%という推定に基づくと、連邦補償法による賠償請求資格があるユダヤ人ホロコースト生存者の人数は「約580万人」居た事になる。 さらに、ホロコースト生存者のユダヤ人の中には、1953年10月の西ドイツ連邦補償法が制定される前に亡くなった者も居る為、1945年の終戦時点でのホロコーストの生存者数は「約580万人」よりさらに多い事になる。 2021年の時点で、83カ国で「26万人以上」のホロコースト生存者がおり、多額の賠償金を受け取っている。これは76年前に発生した事件として考えれば、膨大な数のホロコースト生存者である。 もし、第二次世界大戦中にユダヤ人が600万人も死んでいたり、絶滅命令があったなら、これほど多くのホロコースト生存者は居なかったのである。 | |  |
| 特別行動部隊（アインザッツグルッペン） | - 絶滅命令、計画の不在 アインザッツグルッペンがユダヤ人絶滅命令を受けた、あるいは絶滅計画を持っていたという形跡は存在しておらず、裏付ける資料も存在しない。アインザッツグルッペンの任務は、後方の非戦闘地域において、反体制的勢力、パルチザンなど、ドイツ軍や住民に対する敵対行為を行った者を特定、捕縛、排除することであった。また戦闘やソ連の焦土作戦によって荒廃した地域の社会復興も任務としていた。これには、地元住民の文化・宗教の復興も含まれていた。 - ツンデル裁判でのアインザッツグルッペンへの命令についての論争 1985年、カナダで、エルンスト・ツンデルは、600万人を疑った為「ホロコースト記憶協会」により訴えられた。（この裁判については、（英: R v Zundel）を参照すること。）ホロコースト肯定派からは、ラウル・ヒルバーグが出廷した。ツンデル側についた弁護士ダグラス・クリスティ（Douglas Christie）は、ヒルバーグに対し幾つもの問題点を指摘し論争が発生した。以下は、アインザッツグルッペンへのヒトラー命令に関する論点において、ヒルバーグに反対尋問を行っている箇所である。 弁護士:「命令には 『ユダヤ的ボルシェビキ委員』 を殲滅せよ。 と書いてあったんですね？」 ヒルバーグ:「その通りです。」 弁護士:「それをあなたは 『ユダヤ人』 と 『ボルシェビキ委員』 を絶滅せよ。という意味だと解釈していますね？」 ヒルバーグ:「そうです。」 弁護士:「しかし、実際は 『ユダヤ人』 と 『ボルシェビキ委員』 とは書いてないではありませんか。」 ヒルバーグ:「明確に命令が表現されているなら、識者が集まって議論したり、論文を書いたりする必要はありません。」 - アインザッツグルッペンが大量射殺した事を裏付ける物的証拠は存在しない。 アインザッツグルッペン裁判での弁護側の主張はこれを明確に示している。 検察側による起訴状の第一項および第二項を裏付ける主な証拠は、90件を超えるアインザッツグルッペン報告書のみである。 統合報告書には多くの不正確な点があり、虐殺された人々の数に関して故意に誇張されているものさえある。 報告書の作成者は内容を直接知らず、作成者の身元も不明であるため、これらの文書は証拠として認められない。 - アインザッツグルッペンについての報告書は、アメリカ陸軍がゲシュタポの文書保管所を捜索した際に発見されたと主張しているが、戦後アインザッツグルッペン裁判で証言した元特別行動部隊隊員は苛烈な拷問を受けていた。元司令官オットー・オーレンドルフは「人種にもとづく殺戮命令はなく、治安維持が任務であった」と裁判で容疑を否認したが絞首刑にされている。 - アインザッツグルッペンDの指揮官オットー・オーレンドルフによる重要証言 オットー・オーレンドルフは絶滅命令があったという検察の主張を否定し、命令は無かったと証言した。 ユダヤ人とジプシーの射殺を認めたが、治安維持活動の一貫であり、人種や宗教による理由ではないと証言した。 ニュルンベルク裁判では、アインザッツグルッペンDにより約9万人が射殺された。と認定されたが、アインザッツグルッペン裁判ではオーレンドルフは、これを否定して実際は約4万人だと証言している。これらの証言は正史派の主張と異なるもので、疑念を生じさせるものである。 - たしかに、「ソ連系ユダヤ人」は射殺されたが、その他圧倒的多数の居住ユダヤ住民はゲットーに収容されたのである。アインザッツグルッペンの記録からも、ユダヤ人全体を絶滅する任務が与えられていなかったことがわかる。もし与えられていたとすれば、特定の咎で処刑されたユダヤ人とそれ以外のユダヤ人を区別する必要はまったくないからである。一部でソ連系ユダヤ人に対する虐殺行為が起ったのは、ユダヤ人絶滅の全体計画という文脈の中ではなく、また、「彼らがユダヤ人であったという理由から」でもなく、東部戦線では戦闘が苛烈なものとなった結果であり、彼らがマルキシズムの担い手であるとみなされた結果である。 - アインザッツグルッペンのユダヤ人問題の解決とは何だったのか？ 1941年9月12日付の報告書には、「多くのユダヤ人がウラル山脈を超えてソ連の奥地に避難しており、我々アインザッツグルッペンはヨーロッパにおけるユダヤ人問題の解決に多大な貢献を果たしている。」 と書いている。この報告から、アインザッツグルッペンの指揮官が「ユダヤ人問題の解決」とは、ユダヤ人の絶滅ではなくユダヤ人の追放や移住のことだと認識していた事が判る。 アインザッツグルッペンの上層への報告書には、犯人の処刑を行う事に対する正当な理由（テロを起こしたから等）を書いた文言が必ず添えてある。もし特定の集団に対する絶滅命令が存在してアインザッツグルッペンに下命されていたなら、「命令通りに絶滅を行いました。」と報告を書けば良かっただけである。しかし、絶滅命令を示唆するような報告書は存在しない。 - アインザッツグルッペンの長文全体報告のデータに記されている、射殺されたユダヤ人の数（30000＋41184＝）71184人にゲットーで生きているユダヤ人の数（3750人）を加えると、74934人のユダヤ人となり、その数は、ドイツ軍がラトヴィアに侵攻した時点のユダヤ人の数より多くなってしまい、辻褄が合わない。 - 報告書には、アインザッツグルッペンが不正規戦争に巻き込まれる様子が書かれている。 1941年8月29日のEM No.67、アインザッツグルッペンBの報告書によると、ユダヤ人女性が、ドイツ軍を騙して兵士を爆発物の近くに誘導して、起爆させ重症を負わせた。アインザッツグルッペンがテロ事件捜査に投入され、そのユダヤ人女性は逮捕された。その後、処刑された。その他に逮捕、処刑された者の中には、住民へ共産イデオロギーによる扇動行為を行った者や、狙撃を行った者、人民委員の者も居た。これらは治安維持活動として行われている。 - ホロコースト肯定派によると、アインザッツグルッペンが1941年9月にキエフを占領したのち、数万のユダヤ人がバビ・ヤール渓谷で9月29日と30日に殺され、証拠隠滅工作で2年後の1943年8月～9月の間に埋葬地から掘り起こして焼却したとされているが、1943年9月26日にドイツ空軍がバビ・ヤールの航空写真を撮影している。虐殺が事実ならばその写真には証拠隠滅工作をしている、あるいはその痕跡が見えるはずだが、大量の死体を戸外で焼却するための輸送に必要であろうブルトーザー、トラック、馬の移動の痕跡や、焼却作業での炎や煙は航空写真には見受けられない。ホロコーストの有名な証言者エリー・ヴィーゼルは「血の間欠泉」が数ヶ月に渡り埋葬地から噴出していたと証言しているが、数か月に渡り血液が凝固せずに、地面から吹き出す事ができるのか？。 - 残された公文書いずれの証拠も規模と計画性という点に関して証明するものではない。 - アインザッツグルッペンの犯罪の物的証拠となる射殺死体は存在していない。 アインザッツグルッペンが大量に射殺した事を示す物的証拠は存在しておらず、連合国が提出している報告書のみに依存している状態である。正史派によると、百万人以上とされる射殺死体は隠蔽工作作戦のアクション1005（英:Sonderaktion_1005）によって掘り起こされ焼却されてしまったという。この作戦は極秘作戦であり、命令や報告は全て口頭で行われ、証拠書類は一切残さず、親衛隊は情報漏洩を防ぐ為にいかなる手段も厭わなかった。とされる。だが、百万以上の遺体を掘り起こし焼却し、物的証拠を隠滅した。という主張は、以下のように無理がある 。 物的証拠を残さずに、大規模な隠蔽作戦を行うのは不可能。 隠蔽作業場となるソ連領の範囲は120万平方キロメートルを超える面積であり、GPSなど無い時代にあちこちに埋まってる死体の正確な位置を特定するのは不可能。 作業期間内とされる約一年と一ヶ月の期間内に、腐敗した多くの死体を掘り出すのは時間的に不可能。さらにその約半分の期間はソ連は冬季期間となり地面が凍って掘ることが出来ないので、状況はもっと厳しい。 劣勢に陥った大戦中期以降で、ソ連領内で大規模な隠蔽作業を実施すれば、ソ連軍偵察機が飛来して黒煙を上げて燃える大量の遺体を発見し、偵察写真を撮影していたはずであるが、実際は隠蔽工作が実行された物的証拠となる偵察写真などは存在しない。 大量の燃料を用意する事が出来なかった為、死体の焼却自体が不可能。ソ連の厳しい環境下で野外で火を起こす事は困難であり、すぐに火が消えてしまうので死体の焼却は不可能。 仮に燃やしたなら大量に出るはずの炭や灰が発見されていない。燃え残った骨なども発見されていない。 | - アインザッツグルッペンA隊長が1941年12月に作成したと主張されている報告書「秘密帝国問題」の地図は、バルト海沿岸地域で処理した可能性もあるユダヤ人の数を現しており、下部には「いまだ我々の手元にいるユダヤ人の推定数は128,000」と書いてある(特別行動部隊の報告書中これは突出して大規模な報告)。 |  |
| ガス室                                 | - ニュルンベルク裁判でガス殺人があったとされたブーヘンヴァルト強制収容所 とミッテルバウ＝ドーラ強制収容所に収容されていた共産主義者、ポール・ラッシニエはガス殺人を目撃しなかったと証言している。戦後間もない時期にはドイツ領内にあるブーヘンヴァルト強制収容所などにも処刑用ガス室が存在し虐殺が行われていたという証言者が存在していたが、現在は正史派もガス室証言を否定し、ガス室は無かったと認めている。 - アウシュヴィッツ＝ビルケナウ強制収容所とルブリン強制収容所ではチクロンBによる青酸ガスを用いたガス室が使用されたとされる。青酸ガスを用いたガス室はアメリカ合衆国で死刑執行の一手段として使用されてきた。ところが、その米国の経験では青酸ガスを用いたガス室処刑は致死量の22倍ものガスを一人の処刑に使用しており、高価な処刑方法とされ、経済的には非合理的である。米国のガス室のドアは堅牢な鉄のドアだが、アウシュヴィッツのガス室と言われている部屋のドアはひどくもろい木のドアである。これで犠牲者を閉じ込めることが出来たのだろうか？ - 青酸ガスの発生法として、米国ではポット法と呼ばれる希塩酸もしくは希硫酸とシアン化カリウムを反応させる方法が採られているが、アウシュヴィッツ＝ビルケナウ強制収容所やルブリン強制収容所では、パルプなどに青酸ガスを吸着させたツィクロンBを投入する方法が採られたとされている。しかし、チクロンBからの青酸ガス遊離は時間がかかり、処刑時間が余りにも長時間に及ぶ。また、ガス室の換気にも長時間が必要で、非効率である。このような方法を大量殺人の手段に選んだとする主張は不合理である。 - アウシュヴィッツ（ビルケナウを含む）で「処刑用ガス室」として公開されてきた複数の部屋の壁などを化学分析した結果、対照（コントロール）として採取された殺虫用ガス室にからは1988年においても高濃度のシアン化合物、いわゆるプルシアン・ブルーが検出されたのに対し、「処刑用ガス室」からはほとんど検出されなかった。（『ロイヒター・レポート』） - この分析結果は、その後ロイヒター・レポートに批判的な立場から同様の化学分析を追試したポーランドの法医学グループの報告によっても裏付けられている。この分析結果は戦後の通説と矛盾している。（ポーランドのグループは分析においてロイヒター・レポートを批判している） ホロコースト肯定派はロイヒターレポートで、ビルケナウのガス室とされた場所でも極微量でもシアン化物検出されたことをガス殺の根拠にしているが、それは誤差の範囲内である。シアン化物とは全く関係のない「バイエルンの農家」からもシアン化物が検出されているからだ。関係のない場所からもシアン化物が検出される場合もある。 - ホロコースト肯定派は、アウシュヴィッツ＝ビルケナウの「殺人ガス室」の屋根に70cmほどの3つか4つの投入口があり、チクロンBがユダヤ人大量殺戮の目的で投入されたと主張している。1944年8月25日に撮影された連合軍の航空写真に二つの焼却棟の「殺人ガス室」の上にある黒い点はあるが、これが投入口ではありえないことを航空写真から簡単に見て取ることができる。大きすぎ、不規則で、幾何学的でもなく、影の方向が間違っている。そして影の角度が違うことも見逃せない。煙突の影の角度は焼却棟2・3とも焼却棟に対して約45度の方向になっているが、黒い点の影は角度が焼却棟に対して約90度になっており、この黒い点が本物ならば影の角度も建物に対して約45度になっていなければおかしい。また焼却棟2と3の煙突は同じサイズだが影の長さが５倍ほど違う。太陽との角度が２つの煙突で違うから影の長さが違うのだが、航空写真の黒い点は2つとも同じくらいであり、こんなことは有り得ないだろう。焼却棟2と3の投下口はまったく大きさが違うということになってしまう。 - ソ連軍が押収したドイツ側文書の中に、処刑用ガス室の設計図は発見されていない。 - 戦後、ポーランド当局がアウシュヴィッツ（ビルケナウを含む）で処刑用ガス室として公開してきた複数の部屋は、病死者などの死体を安置する死体安置室（Leichenkeller）として設計されていたことが、設計図面から読み取れる。このことは、これらの設計図を検証したフランスのガス室肯定側研究者プレサック自身が認めている。 - プレサックは、設計段階と建設後に使用目的が変更されたという解釈を述べているが、それにしては目的に沿わない中途半端な改造であり非合理である。プレサックは、クレマトリウムⅡと対称形のⅢに関する在庫目録「ガス密閉ドア１、偽シャワーヘッド14個」をガス殺の証拠にしているが、アウシュヴィッツには防災・防空の目的から多くの建物にガス密閉ドア、ガス密閉窓が設置されている。在庫目録の「偽」という部分はプレサック氏の挿入であり、読者に誤解を与えるきわめて不誠実かつ非学問的なやり方である。このシャワーが水道管とはつながっておらず、木製でペンキが塗られていたとの主張にはまったく根拠がない。 - ホロコースト肯定派がガス殺の証拠とするビショフ大尉の書簡に出てくる、Vergasungという単語は、青酸などを使った収容所での害虫駆除処理作業との関連で頻繁に使われている単語であるたとえば、収容所長ヘスは、青酸ガスを使った燻蒸害虫駆除作業での事故に関連して、1942年8月12日の特別命令の中で「本日起こったような青酸ガスにおかされた、たとえわずかの兆候があった場合、ガス作業（Vergasungen）に関与したすべての人々、その他すべてのSS隊員に、とりわけ、ガス作業に使われた部屋を開けるにあたっては、マスクをつけていないSSは少なくとも5時間、部屋から少なくとも15m離れたところに待機していなくてはならないと警告しておかなくてはならない」と指示している。それゆえ、Vergasungskellerが「殺人ガス室」を指していると断定することはできない。プレサックも『アウシュヴィッツ：ガス室の技術と作動』505頁で、この書簡が「ビルケナウの焼却棟Ⅱの地下に殺人ガス室が実在した絶対的証拠ではない」と述べざるをえなくなっている。しかもこの書簡は、Vergasungskellerが、ホロコースト肯定派のいうところの「殺人ガス室」＝死体安置室1であると明示しているわけではない。つまり、Vergasungskellerが焼却棟Ⅱという建物のどの部分を指しているのか、まったく明らかではない。 - トレブリンカ強制収容所、ソビブール強制収容所、ベウゼツ強制収容所、ヘウムノ強制収容所の4収容所では、「ディーゼル・エンジンによって一酸化炭素を発生するガス室」が存在したとされている。しかし、ディーゼル・エンジンは一酸化炭素をほとんど排出しないことが特徴であり、この話は科学的に不合理である。ディーゼル・エンジンも、排気口を一部塞いで不完全燃焼させれば一酸化炭素を排出するが、ガソリン・エンジンを使えばはるかに多くの一酸化炭素が得られる。なのに、わざわざディーゼル・エンジンを選択する理由はソ連からの鹵獲品のディーゼルエンジンが大量に存在したからである』という主張があるが、ソ連から鹵獲したディーゼルエンジンとはどの形式のエンジンをどれだけの数量いつどこでどのようにして鹵獲したのか一切明らかにされていない。 - トレブリンカ強制収容所は、正史では「ガス室」や大量埋葬地をもった30の建物の収容所とされているが、航空写真では農場のなかに5つの建物があり、大収容所の後や痕跡はまったくない。1965年に作成された「目撃者」の長方形の図面には、35の建物、監視塔、2つの大きな「セメントのガス室」が描かれているが、3角形の農場を写した1944年の航空写真には、5つの農家の建物、3つのその他の建物であったと考えられる痕跡が写っているだけであり、それ以外の建物やセメントの土台の痕跡は写っていない。 - ベウジェツ強制収容所は、正史では「ガス室」や大量埋葬地をもっており、1942〜1943年に大量の死体が埋められ、掘り返され、焼却されたとされているが、航空写真では伐採搬出収容所であったことがわかる。木の切り株や、土の浅さのために丘の頂上にある収容所に死体を埋めることは困難である。1942年11月から1943年2月のあいだに、1日に4500の死体が掘り起こされたという。しかし、丘の頂上の凍った地面の上で1日に4500名の死体を掘り起こすことは、不可能である。カチンでは、ドイツは1943年2月に埋葬地を発見してから、地面が解ける4月までのあいだに、地元の労働者を使って毎日130名を発掘したにすぎない。 - ガス室で殺された死体を病理学者もしくは法医学者が、解剖と化学分析によって証明した医学論文・報告は存在しない。一酸化炭素による死体を発見したと主張したソ連の文書があるが、医学的記述ではなく、死体の解剖記録をソ連は提出していない。また、カチンの森事件で、ソ連が虚偽の法医学報告をしていたことを考えると、医学的記述がないこの文書には信用性がない。 - 戦後語られてきたガス室の目撃証言には、荒唐無稽な内容や、相互の矛盾や内容の変遷が多い。収容所に収容されたユダヤ人やレジスタンスの中には、ガス室の存在に否定的な証言をした生存者がごく少数存在し、また自身の証言を後に撤回した証人もいたが、彼等の発言は無視され続けた。 - 害虫駆除ガス室およびツィクロンBは当初シラミ駆除のために設計、納品された。 - ガス室証人に対する反対尋問 1946年の裁判で、チャールズ•ジギスムント•ベンデルは、ガス室に関する有力な証言を行い、ガス室では毎日2万5千人が殺され、ガス室には一度に1000人が入ったと証言した。この証言に対し弁護側は反対尋問を行った。 弁護士:ガス室の大きさは10メートル×4メートル×1.6メートルである。と証言しましたね。 間違いありませんか？ ベンデル:はい。 弁護士:ガス室の体積は64立方メートルとなりますね。 ベンデル:よく分かりません。 弁護士:64立方メートルの部屋に1000人が入ると思いますか？ ベンデル:ドイツの技術を用いれば可能です。 弁護士:約0.5立方メートルの空間に10人もの人間が入ると、本当に考えているのですか？ ベンデル:アウシュヴィッツでは400万人がガス室で殺されました。それが証拠です。 （アウシュヴィッツの400万人死亡説は、現在では否定されている。） | - ポール・ラッシニエのいた２つの収容所にはガス室が存在しないので、ガス殺人を目撃できるわけはない。 - ロイヒター・レポートによると、1988年にアウシュヴィッツのガス室で採取された標本を検査したところシアン化合物が検出されないかまたは極微量でしかなかったのに、衣服等のための害虫駆除室からは高濃度のシアン化合物が検出されているのだから、ガス殺は行われなかった可能性が高いと主張している。しかし、ビルケナウのガス室とされた場所で極微量でも検出されたということは、40年も経ちかつ雨ざらしの場所でとっくにシアン成分が流れ去っていてもおかしくないのだから、ロイヒターの主張とは異なって青酸ガスが使用されていたという証拠である。害虫駆除室での燻蒸時間は、殺人に要した時間（しかも20〜30分程度封じ込めたあとは換気してしまうのである）よりも遥かに長く、ガス室より高濃度で検出されても何の不自然もない。 - 1990年2月にクラクフ法医学研究所所長のヤン・マルキェヴィチ（Jan Markiewicz）と彼の調査チームは、ロイヒター調査よりさらに微量を検出できる「マイクロディフュージョン法」を用いて、アウシュヴィッツ内にある殺人用ガス室だと疑われる部屋、シラミ駆除用ガス室、管理棟のそれぞれから採取した標本中のシアン化合物の解析を再度行った。照査標本では陰性の結果が出たが、シラミ駆除用ガス室と多量の殺人用とされるガス室から極微量のシアン化合物の残留物が検出された。検出された事自体が当該箇所で青酸ガスが使用された証明になる。。 - プレサックは大量に収集した文書資料からアウシュヴィッツ・ビルケナウの５つのクレマトリウムにあったガス室とされた場所が間違いなくガス室であったと読み解いた。（否認派はプレサックを正史派と呼ぶ）。アウシュヴィッツ建設部作成のクレマトリウムⅡの図面にある２つの死体安置室(図面上には"Leichenkeller"としか記載されておらず、例えばクレマⅡの図面ならばLK1とLK2の2箇所の記載があるだけ)のうち、どちらか一方の箇所を指す言葉として、アウシュヴィッツのビショフ大尉が1943年1月29日付けのベルリンのカルマー少将に当てた書簡の中でクレマトリウムⅡの進捗状況を説明する中で"Vergasungskeller"（ガス室と読むことが出来る）と記述した。このドイツ語の解釈を巡って否認派はコークスのガス化装置、毒ガス対策を考慮した防空壕などの主張をしたものの、それらの主張には裏付ける根拠が一切ない。 それに対し、クレマトリウムⅡと対称形のⅢに関する在庫目録に「ガス密閉ドア１、シャワーヘッド14個」の記載があったり、ガス殺を裏付けるものばかりである。 - 2019年になって、フランケ・グリクシュの再定住報告と呼ばれる親衛隊人事局少佐によるアウシュヴィッツへの視察報告書の原本カーボンコピーが発見されている。これは以前に米軍将校のリップマンが戦後に発見した資料を元にしてタイピングした資料として存在したものであった（当時は原本が未発見）が、以前は否認派により「リップマンによる偽造」推測されていた。しかし、原本となった可能性のあるカーボンコピーがドイツ連邦公文書館から発見されたことにより、この断定は成り立たなくなった。この再定住報告によれば、①「再定住」といういわゆる殺戮等の言葉を言い換えた「コード言語」が使用されていること、②アウシュヴィッツ・ビルケナウにおけるユダヤ人のガス殺害の詳細がルドルフ・ヘスらの証言者の述べたとおりにほとんどそっくりに記述されていること、などホロコーストのほぼ確実な証明になっている。以前に偽造と断定したときの内容についての疑義も、文書が当時のもので間違いないであろうと言うほどにその真正性が検証結果として示されているため、疑義自体が成り立たない。アウシュヴィッツ収容所にグリクシュ少佐が視察した事実は他の文書から裏付けられている。この原本のカーボンコピーを「捏造」と主張するには、単に内容への疑義を主張するのではなく、捏造それ自体を証明しなければならないだろう。 - 更にこのフランケ・グリクシュの再定住報告は、否認派が否定するルドルフ・ヘスの回想録の記述を裏付けてしまう。同著の「ユダヤ人をどう処理したか」に記載されている「虐殺工程」の記述は再定住報告記載の内容によく一致し、またグリクシュが記載している"24時間で一万体"という遺体処理数もヘスの回想録の記述から計算される最大能力の処理数に一致する。即ち、グリクシュはヘスに現場を案内してもらい、ヘスから聞いた内容を再定住報告に記載したものと考えられるのである。 |  |
| 焼却炉                                 | - 大量殺人が実行された場合、死体処理には多数の焼却炉が必要となるが、それだけの焼却炉はアウシュヴィッツ＝ビルケナウ強制収容所にもルブリン強制収容所にもなく、また焼却に必要な燃料も、戦争でエネルギー不足に陥っていたドイツで供給できる量をはるかに上回っていた。工業廃油等を使わざるを得ない。存在が確認できた火葬炉は大規模焼却を目的とするには規模が小さく数も少ない。石炭を使った火葬炉は、炉の清掃のために毎日の休息を必要としていた。溶けて炉に付着した石炭の残余物が、発熱機のグリル棒のあいだの燃焼空気の通過を阻害し、焼却炉の作動効率を低下させてしまうからだ。当時の不確かな証言で科学法則を否定するのは正史派の詭弁である。 - ソ連軍が押収した当時のアウシュヴィッツの資料「１９４３年３月１７日」の記録簿によれば、収容所のSSは一日12時間の使用を想定していた。アウシュヴィッツ収容所の焼却棟における最初の焼却は１９４０年８月１５日に行われた。わずか３ヶ月後の１１月２２日に、建設局はベルリンの中央建物・建設管理局に次のような書簡を送っている「焼却棟のこれまでの作動は、１年の比較的好都合な時期においてさえも、２つの室をもった炉は小さすぎる」、プレサックによると、１９４０年３月から１２月までに、アウシュヴィッツでは２０００名の死者が出ており、１日に８名平均である。だから、アウシュヴィッツの焼却棟は理論上は1日に120体を焼却できるはずだが、実際には１日に８体を焼却するのにも困難を抱えていたことになる。 - 1944年に米軍の偵察機が撮影したアウシュヴィッツの航空写真には死体焼却の煙も石炭の山も見られない。また大量の石炭を購入した伝票などの証拠も大量の石炭が運び込まれていたとの証言もない。もしも、一日に何千人も処刑したとされるガス殺処刑が本当にあったとすれば、石炭はその人数に応じた量が必要であり、大量の石炭を毎日運ばねばならない。隣のアウシュヴィッツV（モノヴィッツ）を見てみると、合成石油生産のために一日５０トンの石炭が必要だったため、巨大な石炭の貯蔵庫とそれを運ぶための列車が存在した。だからアウシュヴィッツ・ビルケナウの焼却棟にも巨大な石炭の貯蔵庫とそれを運ぶための列車がなければ死体処理は成り立たない。 - 火葬炉があった理由は自然死や、囚人の密集していた環境で当然予想される伝染病の蔓延による病死に対応する目的で設置されたものと考えるのが自然である。 - 死体焼却は肉等の有機物を炭化しその腐敗を防止して衛生環境を守るのが目的であって、死体の消滅が目的ではない。死体の消滅が目的であれば、死体を骨ごとミンチにして家畜の餌等するのが簡単で経済的である。家畜の糞は醗酵させ堆肥として畑に撒けば完璧である。ドイツは養豚業など家畜の飼育が盛んであり肉骨粉などの家畜の餌の引き取り先には困らない。だが、この方法を取るとすれば、アウシュビッツに輸送してきた人員と同じ重量の肉骨粉を家畜の飼育場までもう一度列車で輸送する必要が出てくるため非常に非効率的である。そして、青酸ガスに曝された肉骨粉を家畜に食べさせるのかという問題にもなるうえ、銃殺したとしても鉛の混じった肉骨粉を家畜に食べさせるという重大な問題が出てくる。さらに骨ごとミンチにするにはその前に捕虜を殺害しておく必要があるため（生きたまま人間を裸にして口の中から金歯などを奪いミンチにするのは労力や合理性の点からみて不可能である。 | - 火葬炉の能力に関しては、アウシュヴィッツを例に取ると、当時の複数の文書で全く能力不足ではないことが示されている。そこにはビルケナウの火葬場全体で24時間で4,700体以上の能力があったそうだ。ルドルフ・ヘスの自伝ではその倍以上の一日10,000体もの能力があったと記述されている。 - 耐熱煉瓦などの入手困難な状況で建設された焼却炉で骨まで灰にすることができる高温を維持するのは困難である。ゆえに「骨まで焼いて灰にした」という説は否定されており、「焼却で残った骨などの残骸を砕いて捨てた」という説が通説となっている。ルドルフ・ヘスの自伝では灰は近くの川に流したとある。 - 推測になるが、遺体を焼却処理すると、結局は前述の通り砕かれて骨粉のみになり、処分しやすい。アウシュヴィッツのように近くに河があればそこへ流せばいいし、河がなくとも土壌に蒔いて土壌と混ぜてしまうなどすればいいだけである。 - 火葬能力については当時の親衛隊内部資料が残っていて、これによると一日あたりアウシュヴィッツ・ビルケナウ全体で4,756体の遺体火葬処理能力があったことになる。 - 「ビルケナウのガス室や火葬炉とされている場所では、その規模の建物の残骸に相当する瓦礫が存在しない」との指摘がある。解放後に地元のポーランド人農民が戻ってきて、冬になる前に家を再建するためのレンガ等を大量に持ち去った。(廃物を利用した人々が使えるレンガを探したときに投げ捨てた大量の廃棄物が火葬炉の場所の近くに残っている)死体焼却後の灰についての疑義については1体の死体の灰は靴箱一杯位であり、処理は難しいことではない。ある程度の量の灰が近くの川や沼地に積まれていたことはアウシュヴィッツの航空写真が示している。またその他の灰は近くの畑で肥料として使われたという書証拠が存在する。トレブリンカ強制収容所所長によって撮影された写真には灰を掘削機で一面にまく場面が写っている |  |
| 死亡者数                               | 600万人説に関する疑義 - ヴィルヘルム・ヘットル（英: Wilhelm Höttl）は、ニュルンベルク裁判で、アドルフ・アイヒマンが「ユダヤ人の犠牲者数が600万人に登っている。」と話していた。という証言を行った。弁護側は、ヘットルの証言を疑問視し、彼を尋問しようとしたが、妨害を受け実現しなかった。ヴィルヘルム・ヘットルは、連合軍の検察に全面的な協力をしており、金銭の為に偽証する人物であった。ヘットルはニュルンベルク裁判後は、アメリカの諜報機関に勤務した。アドルフ・アイヒマン本人はヘットルによる証言を否定している。 - 1939年前後の全世界のユダヤ人総数は1600～1700万人、1948年前後では1500～1800万人という統計から、ユダヤ人犠牲者が600万人というのは誇張が入っている。『ワールド・アルマナック』の統計ではホロコースト前の1940年版ではユダヤ人人口15,319,359人、1948年版で15,713,638人とあり、3年間で1.4～1.8倍の人口増加している。 (戦後日本の第一次ベビーブームの時代を経た昭和20年～昭和30年の人口増加でさえ7200万人から9000万人であり1,25倍）この人口増加率からしてもたとえ出生率が非常に高かったとしても600万人ものユダヤ人が死んだことはありえない。仮に600万人が犠牲となったならば大戦終結後のユダヤ人総数は1100万人前後となるはずである。『ワールド・アルマナック』1938年ではユダヤ人全人口は1660万人で、『ニューヨーク・タイムズ』の1948年2月22日号によると1948年のユダヤ人人口は最小で1500万人、最大で1800万人である。つまり最大で160万人の減少しかありえない。戦争前後のユダヤ人人口は情報源によって数字が異なるが、反修正主義者たちは自分たちの主張に合致する数字を選択的に採用しており、また情報源の評価を避けている。例えば、『ワールド・アルマナック』の示す世界のユダヤ人人口は1982年版では14,318,000人、1990年版では18,169,000人、1996年版では13,451,000人。この数字の推移を解釈するなら1982年から1990年の間に370万人のユダヤ人が増加し、逆に1990年から1996年の間に450万人のユダヤ人が消失したか、それとも『ワールド・アルマナック』がユダヤ人人口を正確に見積る目的においては特に信頼できる情報源ではないか、のどちらかである。 - アメリカユダヤ人年鑑1932年版では、ユダヤ人人口を15,192,218人、その内9,418,248人がヨーロッパ居住としている。1947年版では以下のように記述されている。 世界のユダヤ人人口の見積はアメリカ・ユダヤ人共同配給委員会によって整理された。この数字はアメリカ合衆国とカナダは除いた数字であるため、1946年の約11,000,000人にまで減少したのがアメリカおよびカナダのユダヤ人口を除いた分なのかヨーロッパでの死者分なのか不明である。 当時の北米ユダヤ人口は500万人弱である--アメリカユダヤ人年鑑1947年 - 収容所での死者数を誇張している複数の例が報告されていることは事実であり、反修正主義者も年々死亡者数と死亡地域の変更を余儀なくされている。 - また、当時のドイツ占領地域にいたユダヤ人の総数も不明で、600万人の犠牲者が出るには相当のユダヤ人が占領地域に存在していなければならないが、1933～1945年までの間に出国奨励策等により最低300万人のユダヤ人がドイツ占領地域外へ移動している。600万人の犠牲者が出るためには1933年以前に最低900万人前後のユダヤ人がドイツ占領地域内に存在する必要がある。ドイツ占領時に占領地域内にいたユダヤ人の数は300万人以下とする情報もあり、600万人の犠牲者を生み出すことが物理的に不可能だった可能性すら存在する。 - ブレイトバード文書によれば、アウシュヴィッツにある「1940年から1945年の期間にナチの殺人者の手によって400万の人々がここで苦しみ亡くなった」と記されている記念碑が、1990年に「ヨーロッパのさまざまな国から連れてこられたユダヤ人150万の男性、女性、子供たちがこの地で人知れず殺された」と更新されたが、これに従えば250万の犠牲者数が誇張されてきた。 - 否認論者のユルゲン・グラーフは、ポーランド（約300万人）、ソ連（約100万人）、ハンガリー（約20万人）などの、犠牲者のほぼ大半を占めている人口統計には信憑性が無く、また兵士として戦死したユダヤ人や、ソ連領内で病気や飢餓で死亡したユダヤ人は、ホロコーストとは無関係であり、人数に入れるべきではないとし、ドイツ・枢軸国の勢力圏内で死亡したユダヤ人の総数は100万人にも満たない。と主張している。 - 500万から600万というユダヤ人死亡者の数字には、実際にはロシア、イギリス、パレスチナ、アメリカ合衆国へと移住したユダヤ人が含まれている。実際のユダヤ人の死者は100万人程度、戦時死傷者は30万人程度とも主張される。 - ユダヤ人の歴史学者・シカゴ大学教授ピーター・ノビックは、サイモン・ヴィーゼンタールは被害者数を水増ししていると批判している。 - 枢軸国側であったクロアチアにも死亡者数のプロパガンダが行われている。ヤセノヴァツにあったヤセノヴァツ強制収容所は終戦時直後から、「70万人」や「100万人」や「120万人」といった大量の犠牲者が殺されたと宣伝されたが、その証拠を全く提示しようとしなかった。現在ではヤセノヴァツ強制収容所の公式見解では犠牲者数は「約8万人」である。と説明しており、大幅に死亡者数が減少している。アメリカのホロコースト記念博物館も「ウスタシャ政権は1941年から1945年の間にヤセノヴァツで7万7000人から9万9000人を殺害した」と説明している。ヤセノヴァツ強制収容所での死亡者数は8万人よりも少ない人数も主張されており、それによれば、「3万人から4万人」である。 | - \|ニュルンベルク裁判では被害者数は600万人と認定された。アメリカ合衆国ホロコースト記念博物館では2013年現在も被害者数は600万人としている。 - サイモン・ウィーゼンタール・センターは、犠牲者の数が以前と比べて少なく表されるようになったのはソ連が「アウシュヴィッツ=ビルケナウでの死者数を意図的に誇張していた」からと反論している。収容所跡の石碑はソ連当局によって据えられたもので冷戦が終結するに伴い数字が書き換えられた。ただし、西側諸国の歴史家たちはこの400万という数字をユダヤ人犠牲者の数を計算するのに用いてきておらず、アウシュヴィッツで殺害された人々の推定数は60万から150万の間を推移している。 - \|『ワールド・アルマナック』は学術的ではなく、汎用的な参考書であり、人口統計データの信頼できる情報源ではない。一般的な百科事典や年鑑のような一般的な資料は、通常、歴史を書く上で信頼できる資料とは考えられていない。ワールド・アルマナックも例外ではない。特筆すべきは、1948年までのAJCの統計は、1939年の推計値であることが明示されていることである（例えば、1945-48年の1939年の推計値は15,688,259人とされている）。問題は、アルマナックがこれらの推定値の出所を明言していないことである。ほとんどの場合、新しいセンサスがない場合に、戦前のデータに基づいて、人口動態の変化を考慮に入れずに、純粋に仮説に基づいて計算されたものであろう。 - 犠牲者数に関する最も初期の研究のひとつは、ニューヨークユダヤ人問題研究所が修正主義者に対抗するため1951年半ばに行ったものである。そこでは、ヨーロッパ・ユダヤ人人口を45年（310万人）と39年（950万人）とで比較し、亡命した60万人を差し引いた結果、6年間でおよそ580万人のヨーロッパ・ユダヤ人が死亡したとの結論が出された。1959年、人口統計学者ヤコブ・レスチンキは、275万人という1950年に生存していたヨーロッパ・ユダヤ人人口のデータと、39年のユダヤ人人口統計を元にした計算で、600万人以上のユダヤ人がナチスのジェノサイドの犠牲になったことになると推定した。パリ現代ユダヤ人資料センター代表レオン・ポリアコフによる調査は、550万人以上という犠牲者数を上げている。 - 1953年、ジェラルド・ライトリンガー(Gerald Reitlinger)はジェノサイドに関する最初の大規模な包括的叙述において、ヨーロッパの全ての国々におけるユダヤ人の運命を研究し、「最終解決」に関する統計上の概観を提示した。彼は、当時知られ、また報告されていた犠牲者数に関する情報を批判的に検討したが、その出発点となったのは45年11月にニュルンベルク裁判で出された572万2180人という数字である。ライトリンガーが原則としたのは、議論の余地のないような最小の数字を算出することであり、そのために細心の注意を持って証拠を取捨選択した。ライトリンガーは、アウシュヴィッツでの死者数が75万人を超えることはないと判断したが、これはルドルフ・ヘスがニュルンベルク裁判で証言した数字よりも、遥かに少なかった。同様に彼は、疑わしいケースはナチスの公式情報であっても使わなかった。ライトリンガーが最終的に到達したナチスによるユダヤ人殺害数は、最小で419万4200人、最大で458万1200人であった。彼が少ない犠牲者数を出したのは、反セム主義集団に「恐怖に満ちた歴史とそこから導かれた教訓に疑惑を与える」機会を決してつくってはならないという意図から生まれたものであった。 - 最新の研究に基礎をおいて推定されたヨーロッパ・ユダヤ人の犠牲者数は、ガス室で殺されたものや射殺されたもの、あるいは餓死や肉体的虐待による死者を合わせて少なくとも600万人というものが、一番確実である。国別の数字は次のように出されている。ドイツが14万4000人、オーストリアが4万8767人、ルクセンブルクが720人、フランスが7万6000人（他国籍者を含む）、ベルギーは2万8000人（他国籍者を含む）、オランダ10万2000人、デンマーク116人、ノルウェーが758人、イタリアが5596人、アルバニアが591人、ギリシャが5万8443人、ブルガリアが7335人、ユーゴスラヴィアが5万1400人、ハンガリーが55万9250人、チェコスロバキアが14万3000人、ルーマニア12万919人、ポーランドが270万人、ソ連が210万人である。 |  |
| 収容所における死亡者数の欺瞞           | 実際に収容所で死亡した人数より、何百万人以上も多い人数が主張されていた事が判明している。 以下は、それが顕著であった収容所の例である。 アウシュヴィッツ収容所 - 400万人 ニュルンベルク裁判の検察による主張（1945年） - 110万人 現在（2025年）の正史派の主張 - 63万人から71万人 ジャン・クロード・プレサック（Jean-Claude Pressac）による。（そのうちガス室の犠牲者は47万人から55万人であった） - 50万人 フリツォフ・メイヤー（Fritjof Meyer）による。（そのうちガス室の犠牲者は35万人であった） - 約15万人前後 修正主義者による主張 マイダネク収容所 - 200万人 ソ連による主張（1944年） - 150万人 ニュルンベルク裁判の検察による主張（1945年） - 8万人 現在（2025年）の正史派の主張 - 4万人 修正主義者による主張 | |  |
| 公文書の解釈                           | - ナチスドイツ占領下のポーランドで行われた囚人処刑に関する報告書第51号は、ホロコーストで行われた大量虐殺行為に対してヒトラーの共謀と是認があったことの証拠としてニュルンベルク裁判の際に提出された。南ロシア地方、ウクライナ地方、ビャウィストク地方にて、無法者の共犯者と容疑者として、4ヶ月の間にユダヤ人だけで36万3211人が殺害されていると主張するが、当該地域はユダヤ人の反乱を恐れたスターリンの強制移住政策で使われた地域であり、記録に残るだけでも100万人以上のユダヤ人がソ連東部へ強制移住させられていた。 | - 1928年、シベリアにユダヤ人居住地区（1934年にはユダヤ自治州）が建設されたのは事実である。ただしこの計画はウラジーミル・レーニンによって主導された入植計画であり、この地域に移り住んだユダヤ人もさほどおらず、1939年時点の自治州人口108,938人中、ユダヤ人はわずか17,695人にとどまっている。スターリンは逆にユダヤ自治州に対する弾圧を加え、ユダヤ色をなくそうとした。 |  |
| 証言                                   | - 連合国は、戦後の戦犯裁判に際して多くのドイツ人に拷問を加えて自白を得ており、こうした自白には信憑性がない。たとえば、ホロコースト肯定派が根拠にするルドルフ・ヘスの自白は殴打やヘスの妻に対する脅迫により引き出されたものである。 - 不確実な証言 1945年5月24日、ポーランドのユダヤ人収容者のヘンリク・タウバーは、ポーランド当局の調査に対し、アウシュヴィッツの犠牲者の数は約400万人である。と証言した。だが、タウバーは囚人であったため、収容所の管理記録などを見る事は出来ず、正確なアウシュヴィッツの犠牲者の総数は知らなかった。 - 検察の主張に反する証言証拠 ニュルンベルク裁判において、弁護側はドイツの犯罪行為（主にホロコースト）に関する検察側の主張に反対する証拠を提出している。この証拠には、102人の証言と31万2022枚の宣誓供述書が含まれていた。 提出された膨大な量の証拠に対し、法廷は証拠の隠蔽をおこなった。 - 証言への反対尋問が行われなかった 通常の裁判では、「目撃証人」や「自白した者」に反対尋問を行うことが認められており、反対尋問を行う事により、証言の内容の矛盾や非合理性が指摘され、「証言」や「自白」を行った者が虚偽の証言だったことを認めるといった事態も起こり得る。だが、ホロコースト裁判においては、1985年のツンデル裁判以前に「目撃証人」や「自白した者」に対する適切な反対尋問が行われたことは無かった。 | - 自白のための拷問はあったが、ホロコーストを捏造する目的で行われたという証拠は存在しない。 - ホロコーストを生き延びた反対証言も存在するにもかかわらず、彼等の証言は無視され続けている。例えばアウシュヴィッツ所長、ルドルフ・ヘスの証言は署名された自白調書だけで構成されているのではない、ヘスの2部にわたる回想録や、ニュルンベルク裁判以外の場でも広範囲にわたる証言などもある。ヘスの証言はペリー・ブロード (de:Pery Broad) のような元アウシュヴィッツ職員による書面による説明とも矛盾していない。 |  |
| 「矛盾」                               | - 戦後、「ホロコースト」の内容は二転三転している。例えば、戦後間もない時期にはドイツ領内にあるダッハウ強制収容所、ブーヘンヴァルト強制収容所、ベルゲン・ベルゼン強制収容所などの収容所にも処刑用ガス室が存在し、それらのガス室でユダヤ人などが処刑されたと言われていた。ところが今日、これらの収容所ではガス室による処刑は行われていなかったとされる。それでは、戦後間もない時期に語られていたこれらの収容所での「ガス室処刑」に関する「目撃証言」は一体何だったのか。なぜ、ドイツ内の収容所にはガス室がないとされ、ポーランドなど戦後に共産圏に属した国にはガス室があるのか？これが偶然とは思えない。実際、ほぼ全ての正史派の学者は、戦時中から明白な事実としてガス室はポーランドの六ヶ所しかなかったようなふりをしている。 - ホロコーストの歴史学的証拠とされたものは偽造、または故意に誤って解釈されたものである。戦後に公開された多数の写真や映画フィルムは、連合国軍による反ナチスプロパガンダとして特別に捏造されたものである。 - 人間石鹸も都市伝説、プロパガンダであった。 - アウシュヴィッツ第一死体焼却棟の1945年の写真には、撤退直前に爆破されたため現在そこにある煙突が当時存在していなかったことが見てとれる。煙突は戦後建てられており、現地の「物証」はこのように戦後変更されている。ポーランドのアウシュヴィッツ博物館は、戦後長い間、第一アウシュヴィッツの処刑用ガス室とされる第一死体焼却棟を当時のままと主張していた。しかし見直し論者に、さまざまな不合理を指摘されると、戦後の再建を認めた。 - 同様に、マイダネク収容所では、展示・公開されている「処刑用ガス室」が、ある時期から隣りの部屋に変わっている - 正史派がホロコーストの決定的な証拠だ。と主張しているゲルシュタイン報告は、ガス室で殺された人数は2500万人を超える。とか、25m2、45m3のガス室に700-800人が収容された。（1m2あたり27-32人、1m3あたり15-18人が入ってる事になる）とか、明らかに支離滅裂な内容である。 | - 歴史的事実の記述において、調査研究が進むにつれて、記述が変わることがあり得るのは常識で考えれば分かる話である。例えば古くは鎌倉幕府の始まりは1192年とされていたが、今では鎌倉幕府の基本的な機能は1185年にすでに完成しているので鎌倉時代を1185年からとする説が主流になっている。こうした歴史的記述の変更事例は事欠かない。それ故、歴史的記述の変更があったからと言って疑問を抱くのは失当であり、むしろ正確さを増していると考えるのが常識であろう。 - アウシュヴィッツ基幹収容所のクレマトリウムⅠ（旧クレマトリウム）が撤退直前に爆破されたという事実はない。 - アウシュヴィッツ基幹収容所はポーランド軍兵舎のあったところで、クレマトリウムⅠとなる建造物はポーランド軍が火薬庫として使用していた。これを1940年6月14日に到着したポーランド政治犯の囚人を作業員として、その年の7月5日頃から、死んだ囚人を焼却するための火葬場として使用されるように改造された。殺人ガス室として使われるようになったのは1941年の秋からで1942年12月までガス室として使われた。焼却炉そのものは1943年7月まで使用された。1944年に連合国によるアウシュヴィッツ周辺の爆撃が始まると防空壕に改修され同時に煙突も撤去されたものと考えられる。そして戦後1946〜47年頃にガス室を再現するために再建されたとされる。この旧クレマトリウムが防空壕に改修されたことは、こちらのサイトによれば1957年の書籍に掲載されており、当該書籍は「アウシュビッツのガイドのための基本的な読み物を構成する本」であるとのことである。これらのことを踏まえれば、否認派があたかもアウシュヴィッツ博物館がクレマトリウムⅠを戦後に捏造したかの如くの印象を与えるために、この再建の話を「隠していた」と主張しているように推測されるが、事実は単にアウシュヴィッツ博物館による見学者への案内が正確な情報を伝えていなかった、というだけの話であると考えられる。実際には1957年出版の書籍に掲載していたのであるから公知の事実だったのである。但し、栗原優の著書にも当時の研究者ですら知らなかったという事実の記載があり、フォーリソンがすでに1980年頃に防空壕から戦後に改修工事を受けていることを発表しており、プレサックも著書で記述していたのである（アウシュヴィッツ博物館はこの著書に序文を掲載している）から、その後もデヴィッド・コールが大々的に問題にするまで、現状が「ガス室当時のままである」と案内していたアウシュヴィッツ博物館の案内は杜撰であったとは言えよう。原在はクレマトリウムⅠの傍に、現在の状態がガス室として使用されていた時期の正確な状態ではないことを示す案内表示板があり、異なる状態であることを隠してはいない。 |  |
| ホロコーストは隠蔽されていたという主張 | 正史派は、ホロコーストを命じる命令や計画書、予算が存在しない事や、また数百万とされる大量の死体が発見されていない。という致命的欠点を解決する為に、このような主張を行っている。 この正史派の主張には、幾つもの不可解な点が指摘されている。 - ヒトラーがユダヤ人絶滅を話していた 正史派は、ナチスが大量虐殺を隠蔽しようとしていた。と主張しているにもかかわらず、同時に、ヒトラーは絶滅について話していた。と主張している。 これは明らかに、真逆の矛盾した主張であり、両立することが出来ない。 修正派は、大量虐殺が本当は起こっておらず、ヒトラーの言葉は誤訳されており、実際には絶滅ではなく、国外へ追放させる事について話していた。と主張している。 - 目撃証人の存在 正史派は、親衛隊は絶滅収容所から、多くのガス室殺人の目撃証人を解放したり、釈放した。と説明している。 目撃証人は戦後、裁判で証言を行い致命的な有罪判決に繋がった。 何故、数百万人とされる死体を完全に隠滅させたり、証拠文書を残さないよう、隠蔽工作によるホロコーストを行った。とされているのに、肝心の目撃証人を殺さず解放しているのか？明らかに矛盾している。 修正派は、本当は目撃証言者がガス室による殺人を見ていなかった。と指摘している。 - 少数の証拠文書が存在している 正史派は、例えば、アインザッツグルッペンの射殺報告書などが存在している。と主張している。 修正派は、何十万人、何百万人もの死体の隠滅よりはるかに簡単だったにもかかわらず、僅かな文書が焼却処分されてないのは、逆におかしいと指摘している。 少量ではあるが、このような書類が存在するのは、連合国側はナチスから、タイプライターやインク、印章などを押収して、書式を真似て偽造文書を作製していたからである。 - 婉曲表現を使って隠蔽しようとしていた 例えばヴァンゼー会議議定書、コルヘア報告などである。 正史派は、婉曲表現である「避難」「再定住」「移送」「特別措置」などの無害な表現を使って文書を作製し、隠蔽した。と主張している。 修正派は、婉曲表現は使用されておらず、文書にはそのままの事が書かれており、ユダヤ人は国外へ移送され、移住していた。と主張している。 - 絶滅行為は隠蔽されていた 正史派は、隠蔽された状態で大量虐殺が行われた。と主張している。 修正派は、大量虐殺は隠蔽することが出来ず、不可能だった。と主張している。 例えば、最大の虐殺が行われたとされるアウシュヴィッツは、連合国側の偵察機により偵察写真が大量に撮影されているが、虐殺場面が写っている写真は実際には一枚も存在していない。 連合国側が所持する証拠資料を検証しても、修正派側の主張が正しい事が示唆されている。 | |  |
| ポーゼン演説                           | ポーゼン演説（英:Posen speeches）は、終戦後、連合国によって発見され、ニュルンベルク裁判では重要な証拠として扱われ、その後のプロパガンダ宣伝でも何度も引用された。音声データが存在しており、修正派、否定派に対する反論材料とされている。修正派は、ポーゼン演説の証拠は、捏造や改竄、歪曲の産物である。と主張している。 - 音声がヒムラー本人だという証拠がない 親衛隊大将であったゴットロープ・ベルガーがニュルンベルク裁判の法廷で音声を聞いた時、最初は、ヒムラーの声ではない。と否定する証言をした。 しかし、二回目に聞かれた時は、ヒムラーの声かもしれない。と答えた。 ヒムラーの声である証拠となるものは、ベルガーの証言のみである。 - 音声証拠がどのような経緯で発見されたのか不明 この証拠物はアルフレート・ローゼンベルクのファイルから発見されたとされ、ニュルンベルク裁判に提出されたが、ニュルンベルク裁判の開廷中、この物件がどこで発見されたかは説明されず、ローゼンベルクにこの証拠について質問される事はなかった。 ローゼンベルクはヒムラーの政敵であり、ヒムラーの音声データなどがローゼンベルクの手に渡るのは、おかしな話である。 - 奇妙な音声移行部 公開されている音声は、編集がされてないと説明されているが、実際にはおかしな音声部分が存在している。 「私腹を肥やすSS隊員は処刑される。容赦なく！」とヒムラーは演説する。 そして、その後「我々を殺そうとする連中を殺す道徳的権利と、国民に対する義務があった。」と言っている。 ヒムラーは腐敗した親衛隊を処刑する必要性について語っていたのに、その後突然、「我々を殺そうとするこの連中を殺すために」となっており、 話の途中から話題がいきなり移行してすり替わっている。 1945年のドイツ敗戦時、磁気テープが既に開発されており、切断して繋ぎ合わせて、録音を編集することは可能であった 。 - Evakuierung（避難、疎開）の単語と Ausrottung、ausrotten という単語が同義語として使用されている この場面における Ausrottung や ausrotten という単語は、避難や疎開させるという意味で使用されており、絶滅の意味ではない。 さらに、ヒムラーは、「ユダヤ人の Ausrottung が行われていることは、 NSDAPの綱領（unserem Programm）に含まれており、党員は皆知っている。」と述べている。 ドイツ語（独:25-Punkte-Programm）日本語（25カ条綱領）を参照すれば分かるように、ナチスの綱領には絶滅や殺害などの語句は書かれていない。 NSDAPの綱領は、「ユダヤ人については、ドイツの来訪客として居住し、外国人の扱いとなる。」（第4項、第5項等）と書かれている。このように、この文脈での Ausrottung の意味は、追放や退去について述べている。 また、「我々を殺そうとするこの連中を殺すために」「dieses Volk, das uns umbringen wollte, umzubringen」の部分は、パルチザンたちを処刑する。という意味の部分である。 - 大量の死体への言及 ヒムラーが、大量の死体について話している箇所があるが、これは連合軍に大量虐殺されたドイツ人の死体について語っている。 | |  |
| 「イスラエルのプロパガンダ」           | - ユダヤ人を犠牲者、ドイツ人を悪魔のように扱うアングロサクソン、あるいはユダヤ人の陰謀がある。また、ドイツについての狂気じみた話を広めることでポーランドやチェコスロヴァキアのような周辺国が、ソ連による支配を容易に受け入れやすくなる。ホロコースト論には、パレスチナにユダヤ人の母国を建設することを可能にする連合国の意向を促進する意図があり、この主張は現在はイスラエルのパレスチナ人政策に対する支持を獲得することに利用されている。1970年代の中東戦争以来、ホロコースト論が語られるようになった。ユダヤ人の歴史学者・シカゴ大学教授ピーター・ノビックは、アメリカのユダヤ社会でホロコーストが喧伝されるようになったのは1970年代からで、中東戦争を背景にイスラエル支持を強化するための政治戦略だったと分析している。 | - ホロコーストが捏造であればイスラエルが崩壊する。しかしそれなら、イランを支援していたソ連が第三次中東戦争の際、何故ホロコーストが捏造だと暴露しなかったのか？イスラエルに投入された資金の量とドイツからの賠償金だけでもイスラエルがこの陰謀を続けようとするだけの強力な誘因になる。だが、その陰謀の存在を証明する具体的な証拠は存在しない。 |  |
| 「ホロコーストが創作された理由」       | 以下のように複合的な理由が指摘されている。 - 連合軍の戦争を正当化する必要があったため 第二次世界大戦中において、連合国の国民を戦争に協力させ、戦争を正当化する必要があったため。 - 連合軍による犯罪行為を隠蔽するため ホロコースト宣伝は、連合国による第二次世界大戦中、大戦後に行っている大量虐殺、集団強姦、無差別な破壊などの大規模な犯罪行為から目を逸らすための隠れ蓑として利用されている。 - 戦後のドイツに対する賠償や政策を正当化するため 終戦後、プロイセンなどのドイツ東部地域で行われた大規模なドイツ民族の絶滅、強制労働による搾取、ドイツの特許、科学者、工場設備、資産の収奪など、さまざまな行為を正当化するため。 さらにドイツ人に罪悪感を植え付け、復讐心を抑制するため。 - 共産主義による桁違いの大規模な虐殺から目を背けさせるため 共産主義者にとっては、ホロコーストは共産主義による大量虐殺を隠蔽する為の目的がある。 カール・マルクス（ユダヤ人）によって、共産主義が提唱されて以来、共産主義政権は大量虐殺を何度も繰り返しており、ステファヌ・クルトワの「共産主義黒書」によれば、共産主義による犠牲者数は約1億人にも達している 。これは、共産イデオロギーによって引き起こされたものであり、他の政治とは比較にならない規模の大量虐殺となっている。600万人のユダヤ人絶滅と世界大戦の責任はヒトラーが負っており、それを疑問視する修正主義者たちは取り締まりの対象となり身柄が拘束されている。その一方、大規模な共産テロの弁護者たちは何の罪にも問われず、活動を続けている。 - イスラエルの建国や侵略政策を正当化するため イスラエルは、次のホロコーストを防止する。と主張して、ホロコーストを持ち出しては、自分たちの政策を正当化し、戦争を賛同させる為の口実としてきた。 「二度と繰り返してはならない」といった謳い文句は、イスラエルがアラブ系住民の絶滅を行うための口実として利用されている - ホロコーストによって、莫大な金銭的収益や社会的優位性を得るため イスラエルやホロコースト生存者は、ドイツやその他の諸国、ホロコーストと関係があるとされる銀行や企業から、多額の賠償金や経済的利益を受け取ってきた。 さらに、ホロコースト生存者は、著書や講演による収益、「ホロコースト生存者」というだけで経済的利権を得ている。 ホロコースト産業によって生計を立てているホロコースト博物館、記念館、教育施設などはますます増加しており、 映画やテレビ番組でも、ホロコーストを題材にした膨大な量が製作されている。 親ユダヤのロビー団体は、大衆から多額の寄付をさせるために、ホロコースト宣伝を大々的に行っている。 アウシュヴィッツ跡地は、人気のある巨大な観光施設と化しており、莫大な収益をもたらしている。 1989年には、89カ国からの観光客が70万人が訪れ、2008年には100万人を超える観光客数を記録し、2009年には観光客が約130万人にも達している。 - ポーランドの利権のため ポーランドにとって、ホロコースト神話はポーランド民族の礎であり、ドイツに対するイデオロギー的な対抗策、反ドイツな政策の正当化であり、将来、ドイツがプロイセンなどの領土返還を要求してきた場合の「安全策」となっている。 ポーランド人は、第二次世界大戦中および戦後にポーランド国内の少数民族（ドイツ人やユダヤ人）を迫害したという主張に対し、ホロコーストを持ち出してきて対抗している。 | |  |
| 「ユダヤ人以外のホロコースト」         | - 500万人の非ユダヤ人虐殺 ナチスはユダヤ人600万人に加えて、ユダヤ人以外の人間も約500万人虐殺した。と主張されている。 だが、これはユダヤ人600万と同様に創作された人数で、証拠や根拠のある人数ではない。 例えば、ニュルンベルク裁判でソ連の検察が、ザクセンハウゼン収容所でソ連軍捕虜「約84万人」が大量虐殺されたと主張したが、現在ではその主張は誤りだと判明してホロコーストの書籍から消されている。 - ポーランド地域での死者 第二次世界大戦の開戦責任はドイツ側にあるとされ、大戦によりポーランドは多くの死者が出たと主張している。 開戦のきっかけとなったダンツィヒは人口比率的にも文化的にも言語的にもドイツのものであった。 ポーランドとドイツはダンツィヒの帰属を巡って対立し、ポーランドは1939年3月25日から軍を部分的に動員し始め、1939年8月30日に総動員を宣言した。また、ポーランドがドイツ系住民に対して虐殺行為を行い、ポーランドによる情報操作工作も行われた。このポーランド戦は局地戦に過ぎなかったが、イギリス、フランスがドイツに対し宣戦布告を行った為に、世界大戦に拡大する事になった。ヒトラーは1939年の時点で世界大戦の準備は全くしていなかった。ポーランドは、大戦中のポーランド国内の死者は「約600万人」だと主張している。その内訳は、ポーランド国内のユダヤ人が「約300万人」で、ユダヤ人以外が「約300万人」となっている。このような主張は、ポーランドによる対ドイツ・プロパガンダであり、根拠や証拠が全く存在していない。また、この主張の中には、現在のポーランド領土（東プロイセン、東ポメラニア、シュレージエン）の戦後の人口が、戦前の人口より「約300万人」近く減少している。というものがある。だが、この地域に住んでいたのはドイツ人住民であり、戦後にポーランドがこの地域を占拠して、ドイツ人に対する民族浄化を行い、人口が激減している。つまり、実際はポーランドによるドイツ人犠牲者の人数であった。戦後、ポーランドはドイツ人住民の虐殺をおこない、それで減少したように見える人口をナチスによる仕業だと主張している。ポーランドはドイツに対し戦後賠償を求めると主張しているが、実際はポーランドの方がドイツに損害を与えているのであり、ポーランドが東部ドイツ領土を不法占拠してる事や、反ドイツ・プロパガンダを宣伝する事で、ドイツ側に与えている損害は累計で約44兆ドルにも達すると試算されている。 - ソ連地域での死者 大戦中にソ連で膨大な死者が出た。と主張されており、ドイツ側の責任にされている。 独ソ戦は、ソ連がドイツを攻撃しようとしていた為、ヒトラーがこれに先手を打って、対ソ連戦が開始される事となった。攻撃を受けたソ連軍は撤退する時に焦土作戦を行い、残留したソ連市民やドイツ軍に損害を与えようとした。焦土作戦は、数百万人のソ連市民の強制移住、工場、鉄道車両、倉庫、農業機械、家畜、穀物の移送や撤去、全ての鉱山、住宅地、公共施設、記録、文化遺産の破壊や焼却、そして占領下に取り残された市民の飢餓が含まれていた。ドイツ側の記録では「ソ連軍は撤退前に食糧を組織的に全て撤去もしくは破壊している。占領した都市の住民は、ドイツ軍から食料を供給されて生きるか、飢え死にするか、という状況になっている。ソ連指導部は、ドイツ軍に対しソ連市民へ食糧供給を強要する事で、既に悪化しているドイツの食糧事情をさらに悪くしようとしている。」としている。ドイツは、焦土作戦を受けたソ連占領区域での経済回復のために多大な協力を行い、大量の援助物資をドイツから送っている。占領下のソ連領に対するドイツの経済援助額は、当時のドイツの国民総生産（GNP）の約1%、1942年と1943年のドイツにおける総投資額の約4分の1に相当している。 - ソ連のパルチザン 多くのソ連市民がドイツ軍の進撃を共産主義からの解放として歓迎していた為、ソ連のパルチザンはドイツ軍の制服を着用して、占領下にあるソ連住民の虐殺を行い、ドイツ軍とソ連市民との憎悪を煽る離間工作をおこなっている。 パルチザンは民間人に偽装して攻撃を行い、捕まえたドイツ軍兵士を拷問し、必ず殺害していた。虐殺死体を発見したドイツ軍の対パルチザン戦闘は民間人を巻き込んだ凄惨なものとなった。 - レニングラード包囲戦 ヒトラーは、レニングラードからの降伏は拒否するように主張したが、これは大量の市民に対する食料や医薬品の提供が不可能な為であった。またレニングラードの方からも降伏の申し出が行われた事は無かった。ドイツ軍側の包囲網は完全なものでは無く、レニングラード市民は脱出が可能な状態であった。 - ソ連軍捕虜の大量死 ドイツ軍の捕虜になったソ連軍兵士が大量死した主因として、ソ連が捕虜の取り扱いを定めたハーグ条約とジュネーブ条約の締結を拒否した事、ソ連軍が捕らえたドイツ軍捕虜を虐殺していた事、赤十字とドイツが協議して、ドイツに居るソ連軍捕虜への食糧支援をソ連に要請したが、ソ連政府は食糧支援はドイツの援助になる。として拒否していた事が挙げられる 。ソ連指導部は、ソ連軍捕虜が大量死することで、プロパガンダ宣伝をおこないソ連軍の士気を高めドイツへの降伏を防止しよう。としていた。ソ連軍捕虜は、戦後、強制的にソ連に移送され、戦わなかった裏切り者やナチス協力者とされ、殺されたり強制収容所に入れられた。 - 連合軍による大量無差別爆撃 連合軍による大量の無差別爆撃により、道路や鉄道などのインフラや生産施設が破壊され、ドイツの勢力圏は飢餓状態に直面した。西側連合軍は強制収容所に到達し、そこで大量の死体を発見し、大量虐殺が行われた。と発表した。しかし、検死の結果は、病死や栄養失調であり、ガス殺の遺体は一体も発見出来なかった。これは修正主義者側の説明と一致している。（ダッハウ、ベルゲン・ベルゼンなどを参照。）また、連合軍は、自分たちの爆撃や機銃掃射により殺害した遺体を並べて写真を取って、ナチスによる虐殺だと報道している。 | |  |
| 「言論の自由」                         | - ほとんどの学者や歴史家はホロコーストが虚構であると認める勇気がない。もし堂々とそのような話をすれば職を失う恐れがあるし、アメリカやドイツでは現実に解任された教授や経営者、解雇されたキャスターや記者などが多く存在する。数々の放火や暴行、またフランソワ・デュプラがユダヤ人組織に殺害されたことは暴力である。 - ホロコースト修正派の学説を「荒唐無稽なもの」「まったく科学的根拠を欠いた」 ものと見なしていながら、一方ではその学説の普及を法的手段を使っ てまで抑圧しようとするホロコースト（肯定）派 の姿勢は、裁判にかけてまで、ガリレオ・ガリレイの「地動説」を抑圧しようとした中世のキリスト教会の姿勢を想起させる。ホロコースト肯定派は一体どのような人生経験をすれば、自分たちを「正義の守護者」、「歴史の大審問官」の高みに置いて、「無知蒙昧」な一般大衆にむかって自説を「諭す」と同時に、異説を唱える人々を悪罵・中傷し、ひいては彼らに対する政治的・司法的弾圧を要求することができるのか？ | - ドイツ等でホロコースト否認論を処罰しているのも民主主義的に制定された法律に基づくものである。ホロコースト否認以外の言論であっても、名誉毀損やヘイトなど法律の枠は存在する。なお、ホロコースト否認論への法的規制は十数カ国に留まっているのが事実であり、規制されていない国が圧倒的に多く、日本でも自由であるし、否認論の本場であるアメリカでは米国憲法修正第一条に守られて、そもそも否認論を規制することは出来ないし、歴史見直し研究所やそれに類する組織も活発に活動している事実がある。 |  |

## 否認論の歴史

### ニュルンベルク裁判

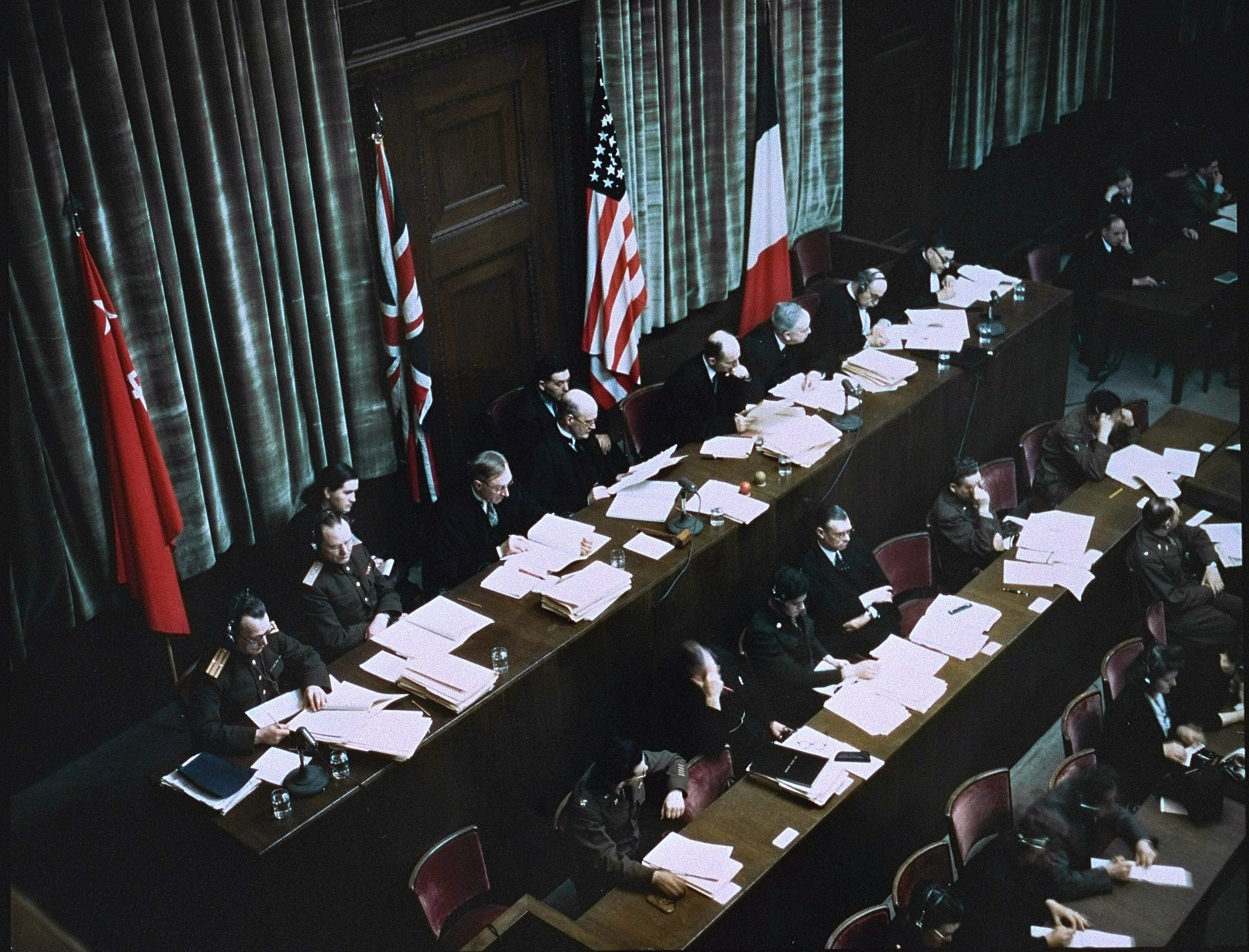
ニュルンベルク裁判

1945年11月から翌1946年8月にかけて行われたニュルンベルク裁判は連合国による戦後秩序の形成で画期的であったが、歴史修正主義の「生みの親」ともなった。歴史学者の武井彩佳は、「ドイツが名誉を回復したいのであればニュルンベルク裁判を否定すれば良いと考えたドイツ人がいても不思議ではない」として、その論拠を以下のとおり列挙した。
1. 戦勝国が実施する裁判は正当性を欠く。
2. 「平和に対する罪」や「人道に対する罪」といった法概念は犯罪が起こった当時確立していなかったため、事後法で遡及的に裁いてはならないとする法の大原則に反する。
3. 連合国側の戦争犯罪が問われることがないのはダブル・スタンダードである。
4. ニュルンベルク裁判は戦争責任を一般市民を含めたドイツ人全体に帰し、その残虐性を民族的な特質であるとする「集団罪責論」に基づいており、ユダヤ人全体を犯罪者としたナチの人種論と大差はない。

また、修正主義者からのニュルンベルク裁判否定の論拠は文教大学の加藤一郎による。

### 1940年代
ドイツでは敗戦直後、歴史の修正がテーマとなる以前の状態であり、むしろ戦前はそれほど悪くなかったという認識が優勢であった。例えば1948年の世論調査では、ナチズムは良い理念だが実行の仕方が悪かったという意見に約6割が賛同し、指導者としてのヒトラーを肯定的に評価する意見は3割を超えていた。
むしろ戦後すぐにホロコーストの否認論が発信されたのはフランスであった。フランスではドイツの傀儡政権であるヴィシー政権が国家的に対独協力を進めていたからである。
例えば1948年にフランスのジャーナリストで文芸評論家のモーリス・バルデシュは『ニュルンベルク、または約束の地』 (Nuremberg ou la Terre promise)を著したが、彼はその中でニュルンベルク裁判を否定しユダヤ人にこそ第二次世界大戦の原因があり、彼らが連合軍と共謀して強制収容所を捏造したのだと主張した。また対独協力を正当化するために、第二次世界大戦中にユダヤ人は600万人も死亡しておらず、80〜90万人が病死したに過ぎないとも主張した。バルデシュはフランスのファシズムの潮流に位置付けられる人物で、アクション・フランセーズの雑誌『ジュ・スィ・パルトゥ』の編集者を務め、ソルボンヌ大学で教えたこともあった。義兄に対独協力者として処刑された作家のロベール・ブラジヤックがおり、敬愛していた彼が処刑されたことでバルデシュはホロコーストの否認論に向かったとされている。
またフランスのジャーナリストポール・ラッシニエも「ホロコースト生存者」の証言に疑義を呈した。彼は1949年の『戦線を越えて』(Passage de la ligne)や1950年の『オデュッセウスの嘘』(Le Mensonge d'Ulysse)といった著書で強制収容所の実態を極端に歪曲する主張を展開したため、フランスのホロコースト否定論の始祖と位置付けられている。彼によれば強制収容所では囚人の中から選ばれる監視役の「カポ」が最も残忍であり、むしろドイツ人の親衛隊員は人道的ですらあったという。また門の前で夜通し見張りに立っていた親衛隊員でさえ強制収容所の中で起こっていたことにはほとんど何も気が付かなかったため、ドイツ人がこうした実態を知らないのは当然だとしてドイツ無罪論を説いた。The Holocaust Story and the Lies of Ulysses
1964年には『ヨーロッパ・ユダヤ人のドラマ』でガス室を始めとする戦後の通説に疑義を投じた。The Holocaust Story and the Lies of Ulyssesラッシニエは社会主義者、非暴力主義者で、ドイツ占領下のフランスでレジスタンスに身を投じ、ユダヤ人をスイスに脱出させる活動などを行なっていた。そのために自らがゲシュタポに捕えられてブーヘンヴァルト強制収容所 とミッテルバウ＝ドーラ強制収容所に収容された。戦後、レジスタンス活動によりフランス政府から最高位の勲章を受けている。
否認論者達はラッシニエを「ホロコースト修正主義の父」と呼び、現在も彼の著作をホロコーストに関する通説に異議を申し立てた学術的な研究として引用している。また、シオニストがホロコーストの捏造を行ったという見解は後世にも引き継がれている。
またラッシニエと同時期に、ルーマニア系ユダヤ人であるブルグ(Burg)も、戦後語られ出した「ガス室」などによるユダヤ人大量殺戮の主張に疑問を抱き、収容所を自ら調査するなどしている。

### 1950年代

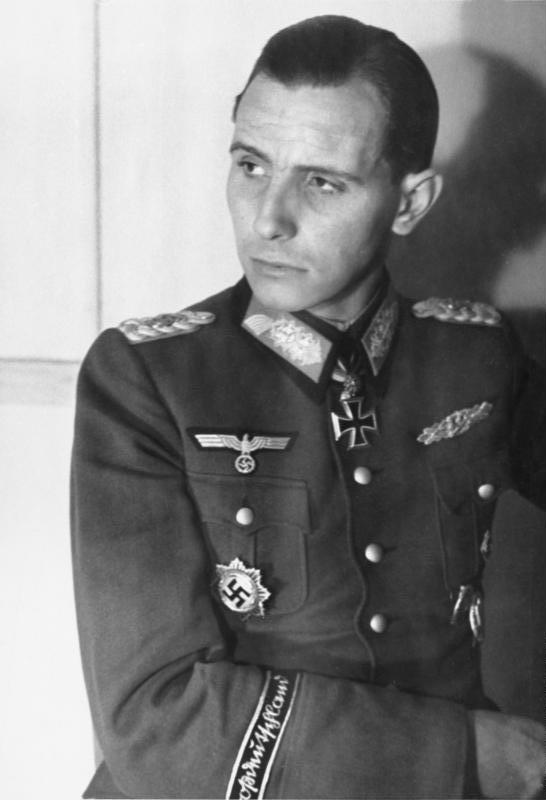
オットー・エルンスト・レーマー

1950年代の冷戦体制の中、東西対立の最前線に押し出された西ドイツでは戦勝国の安全保障体制に組み込まれるべく、非ナチ化し過去を反省して犠牲者に謝罪すべきだというヒトラー時代の「公的」な解釈が形成された。一方で一般市民の間ではナチ時代は全面的に悪しきものとは見做されていなかったため、ヒトラー時代の政治的な解釈と国民の実態にはギャップが生まれた。こうした中で戦争責任と戦争犯罪の否認論が書籍、雑誌、政治団体の機関紙、東欧を追われたドイツ人道鏡団体のニューズレターなど、さまざまなメディアで見られるようになった。例えばヨアヒム・フォン・リッベントロップの未亡人アンネリーゼは亡夫の意向を編纂した『ロンドンとモスクワの間で』(Zwischen London und Moskau)を出版し、さらに自らドイツの戦争責任を見直す著作を数々発表した。
また1950年代のドイツ社会は戦前からの明白な連続性の上にあった。連合国の非ナチ化政策によって古参のナチは処罰されるか、再教育によって転向させられたことになっていたため、ナチ体制なき後もナチズムを支持するものは「ネオナチ」と呼ばれたが、現実には連続的なナチズム支持者であった。こうした集団は1950年代ごろから政治的に組織化され、1949年に結成された社会主義帝国党は1951年の地方選挙で躍進し、1950年にはドイツ帝国党 (DRP)が生まれた。
そうした中で特にホロコーストの否定を続けたのは戦後のネオナチズムを代表する人物、オットー・エルンスト・レーマーであった。彼は自ら発行する雑誌『正義と真実』などでホロコースト否認論や歴史修正主義的な発信を続けた。彼は国防軍の指揮官でヒトラー暗殺未遂事件を鎮圧したことで知られるが、戦後は社会主義帝国党の副代表やイスラエルと敵対するエジプトの軍事顧問などを務め、ナチズムを貫いた。試訳：オットー・レーマー少将は語る 歴史的修正主義研究会試訳

### 1960年代
コロンビア大学の歴史家ハリー・エルマー・バーンズは晩年ホロコースト否認論の姿勢をとるようになった。バーンズは立場的には主流派に属する歴史家であり、歴史修正主義運動の初期の指導者の一人である。戦間期には反戦的な著述家で、第二次世界大戦後、ドイツと日本への批判は米国の参戦を正当化するための戦時プロパガンダに過ぎず、その正体が暴かれる必要があると考えた。バーンズは晩年の著作でホロコーストを戦時プロパガンダに含まれるとした。同様に反戦的歴史修正主義の立場をとってきた著述家ジェームス・J・マーティンはバーンズに倣ってホロコース否認論の姿勢を示した。
アメリカ人の歴史家デイヴィッド・ホッガンは1961年に発表した第二次世界大戦の原因を論じた『強制された戦争』 (Der Erzwungene Krieg)、1969年には、ホロコーストを見直す最初の本の一つである『600万人の神話』を執筆した。ホッガンは一流大学教授の経歴もあり、ホロコースト否認論運動初期の中心的人物の1人となった。

### 1970年代
1970年代にはヨーロッパと北米でほぼ同時にホロコースト否認論が登場し、ホロコースト否認論の本やパンフレットの出版が始まった。また国際的な背景としては相次ぐ中東戦争におけるイスラエルの勝利の影響を強く受けた。ユダヤ陰謀論の支持者は、イスラエルが1967年の第三次中東戦争と1973年の第四次中東戦争で勝利したことを、シオニストによる世界支配と受け取った。
ただしホロコースト否認論は登場した時期が同じでも地域的な特質があった。北米のアメリカやカナダは移民国家であったゆえに明白に人種主義的な性格が見られ、加えてアングロサクソン系の国家では「表現の自由」を重視し、悪しき意見にも発言の自由を認めるという法的伝統が存在するため、ホロコースト否認論を支持するかどうかは個人の自由に帰した。一方で大陸ヨーロッパ諸国、つまりドイツやフランスでは特定集団に関する歴史の否定は人種主義的な表現とされ、刑事罰の対象となるため、あくまで歴史の記述の問題であるとされた。
1973年、ドイツ系アメリカ人で中世英文学を研究する大学教授、オースティン・アップが『600万人の詐欺』(The Six Million Swindle)と題されたパンフレットを出版した。彼はここでホロコーストで600万人が殺害されたというのはイスラエルが西ドイツから補償金を詐取するための「嘘」であると主張し、1952年に結ばれた総額約30億マルクを支払うという補償協定の根拠となる事実は存在しないとした。 
1974年、アウシュヴィッツ周辺のモノヴィッツで天然ゴムに代わる素材の開発に従事していた元親衛隊員のティース・クリストファーゼンが回想録『アウシュヴィッツの嘘』(Die Auschwitz-Lüge)を出版し、ドイツのユダヤ人政策は批判されるべきであるが、戦後のアウシュヴィッツ像はあまりにも誇張されたもので、クリストファーゼンがアウシュヴィッツ周辺で勤務していた当時、ユダヤ人ら被収容者は虐待されていなかったと証言した。戦争末期は別として、大戦中前半はユダヤ人への待遇は戦後語られるような劣悪なものではなかったという。また、被収容者のための売春宿があったことや、当時アウシュヴィッツに勤務していた同僚のドイツ人の中には、ユダヤ人と友情を結んで戦後も文通を続けた者などもいた事実を挙げて、戦後のアウシュヴィッツ像は虚偽であると主張した。更には、クリストファーセン自身が、ビルケナウ収容所における衛生状態の劣化に懸念を抱いて、ユダヤ人の処遇を改善するよう上司に提案したことがあったことや、ユダヤ人の中にはドイツよりもソ連を恐れる者がいて、ソ連に対するドイツの勝利を期待していたユダヤ人がいたことなどをも述べている。
1976年にアーサー・バッツが『20世紀の大ペテン』(The Hoax of the Twentieth Century: The Case Against the Presumed Extermination of European Jewry)、
1977年にデイヴィッド・アーヴィングが『ヒトラーの戦争』を発表、ベストセラーとなったことから、ホロコースト否認論の代表的な論客と見なされている。これらの著述はホロコーストに対する疑義として現在も否定論者の間で重要視されている。

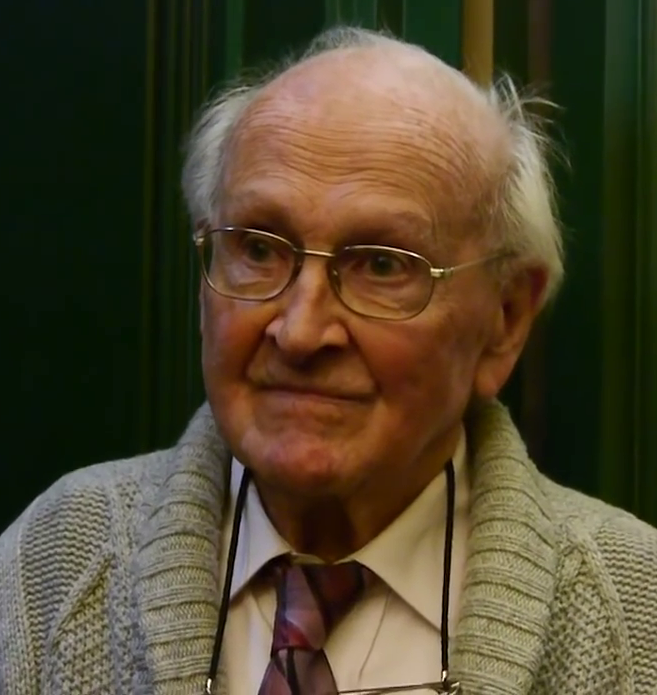
ロベール・フォリソン

1978年3月18日には、リチャード・ヴェラルの著書『600万人は本当に死んだのか？』(Did Six Million Really Die?)のフランス語訳を刊行した国民戦線のフランソワ・デュプラ（Francois Duprat）がユダヤ人組織に殺害され、妻も腕と足を失った。同1978年、ソルボンヌ大学で文書鑑定を専門としていたロベール・フォリソンが『ル・モンド』紙に「ガス室」の存在に疑問を投じる記事を発表しフォリソン事件が起きた。フォリソンは「ガス室」を欺瞞 (fraud) と呼び、「この欺瞞の犠牲者は、（ドイツの）支配者たちを除くドイツ人と、全てのパレスチナ人だ」と述べ、この問題がパレスチナ問題と密接に関係することを指摘し、アウシュヴィッツ収容所の観光客に公開されている「ガス室」が戦後に改造されて作られたものだったことを暴露した。その後、1989年9月16日、ユダヤ系団体のSons of Jewish Memory（ユダヤの記憶の子供）から襲撃され、顎と顔を砕かれ重傷を負った。Sons of Jewish Memoryの犯行声明文には「ホロコースト否定派をぶるぶる震えさせろ」とあった。
1979年、大戦中ドイツ空軍部隊将校として自らアウシュヴィッツを短期間訪れた経験を持つ西ドイツ（当時）の判事ヴィルヘルム・シュテークリッヒは、裁判官の視点からニュルンベルク裁判をはじめとする戦後の「戦犯」裁判と、ホロコーストを徹底的に検証したとする『アウシュヴィッツの神話』(The Auschwitz Myth - Legend or Reality)を刊行したが、1980年にはシュトゥットガルト裁判所の命令によりドイツ国内で頒布禁止とされ、発売日に書店から回収された。
1978年、米国でウィリス・カートによって歴史見直し研究所 (IHR) が創設された。これは「ホロコーストの俗説」に異議を唱える組織であり、英語圏における否認論の広がりにおいて中心的な役割を果たしている。IHRは科学的な歴史修正主義を標榜し、ネオナチの背景を持たないジェームス・J・マーティンやサミュエル・エドワード・コンキン三世のような支持者を歓迎し、またラッシニエやバーンズの著作の英訳を販売している。ホロコースト肯定者はIHRの支持者はネオナチや反ユダヤ主義者であり、出版配布されている資料の多くはホロコーストに疑問を呈することを専らとしている団体であると攻撃している。IHRは「我々の組織はホロコーストを否認しない」と表明している。
「数多くのユダヤ人が強制収容所やゲットーに追放された事実、あるいは多くのユダヤ人が第二次世界大戦で殺害された事実については論争は存在しない。修正主義の学者達は証拠を提出している。この証拠はヨーロッパ・ユダヤ人を絶滅するというドイツの計画は存在しなかったこと、600万のユダヤ人が戦時中に死んだとする推定が当てにならない誇張であることが示されている。この証拠に対して「絶滅派の連中」(exterminationists) は反駁することができずにいる。ホロコースト、すなわち約600万というユダヤ人が皆殺しにされた (そのほとんどがガスによる) と伝えられていることは悪い冗談であり、これはキリスト教徒や、教養があり誠実で正直な人ならどこの人にも悪い冗談と見なされるべきことである。」。
IHRは「殺人を目的としたガス室がアウシュヴィッツに存在したという（検証可能な）証拠」に対して50,000米ドルの賞金を提示したのでアウシュヴィッツの生存者メル・メーメルシュタインは証拠を提出した。しかしIHRは賞金を支払わないので個人的苦痛に対する損害賠償訴訟を起こし、勝訴、40,000米ドルを受け取った。裁判所はホロコーストの史実については法的に争う事柄ではないと宣告した。そもそもIHRは出された証拠を「それは証拠ではない」という目的のため言ってみれば挑発のためだけにこのような賞金を設定したのであって裁判に訴えられるのは予想外の事態であった。

### 1980年代
IHRはユダヤ主義者から暴力による襲撃を繰り返し受けており、1981年6月26日、1982年4月25日には放火、1982年9月5日には事務所へ発砲をうけ、1984年7月4日にはシオニストグループによって放火され多くの資料が焼失した。
否認論者側はこれを焚書行為と糾弾し、ゲルマール・ルドルフは「異なる意見を抱いているだけで、非人間、悪魔、害虫、下等人種とみなしていいのだろうか? ナチスはそれをやったから非難されているのではないか? 扇動的な表現をすることは、ファシスト的、ナチス的、人種差別主義的ではないか」とユダヤの過激派を批判した。
1984年、カナダの高校教師ジェームズ・キーグストラは授業で資料の一部としてホロコーストに関する戦後の通説に疑問を呈する教材を使用し反ユダヤ主義的主張をしたとして告発され、有罪宣告を受け、解雇された。1988年7月18日にはキーグストラの自宅が放火された。
プリンストン大学教授で、左翼と見なされていた歴史家アーノ・マイヤーは、は、1988年に『天はなぜ曇らなかったのか？』  において、（1）ドイツははじめからユダヤ人を絶滅する計画ではなかったと考えられる、（2）アウシュヴィッツで死亡したユダヤ人の多くは故意の殺害ではなく、病死や飢餓の犠牲者であった等の考察を述べている。メイヤーの問題提起はニューズウィークでも取り上げられ、日本の西岡昌紀にも影響を与え、マルコポーロ事件が発生した。
1987年、ブラッドリー・スミスが「ホロコーストに関する公開討論委員会」 (CODOH) を創立。CODOHは、ホロコーストの通説を問題とする新聞広告をアメリカ合衆国内の大学学生新聞に打つ試みを繰り返している。掲載の諾否は新聞によって異なるが、編集長がどちらの判断を下しても、ほとんどの新聞は表現の自由を理由として、あるいは反ユダヤ主義的な言論は慎むべきであるという理由で、自らの判断を擁護する論説を掲載している。この広告キャンペーンによって、1990年代初期に多くの学生新聞にCODOHの広告が掲載され、全国的な議論を巻き起こし、ニューヨーク・タイムズも取り上げた。

### ツンデル裁判とロイヒター・レポート
元カナダ居住者のエルンスト・ツンデルはサミスダット・パブリッシング (Samisdat Publishing) という出版社を運営し、リチャード・ヴァーラルの著書『600万人は本当に死んだか』などの書物を出版した。
1985年、ツンデルは「ホロコーストを否定する書物を配布、出版した」として「虚偽の報道」罪で裁判にかけられ、オンタリオ州地方裁判所によって有罪宣告、15箇月の禁固刑を言い渡された。この事件は大きく注目され、多くの活動家が表現の自由を訴えて、ツンデルの表現の権利を擁護しようと介入し、1992年にカナダ最高裁判所が「虚偽の報道」法は憲法違反だと宣言し、彼の有罪判決は覆された『カナダの歴史検証主義：ツンデル裁判』～ロベール・フォリソン
この裁判では、最初の質問が発せられただけでたちまち、ホロコーストの歴史に関する世界最高権威であるはずのラウル・ヒルバーグ （検察側証人）が、アウシュヴィッツはおろか、ナチスの強制収容所を一箇所たりとも調査した経験のない事実が判明した。そして〈ユダヤ人絶滅政策〉と研究書の中で彼が呼んでいるものについて、計画書も、執行組織も、中枢機関も、予算も、検査機関も存在したためしのないことを認めざるを得なかったのである。弁護側が、ドイツ人が計画書もないままにいかにして数百万人のユダヤ人の虐殺という壮大なプランを実行できたのか説明を求めると、ヒルバーグは、ナチスの様々な機関の中での「官僚同士の心中の合意による信じ難い以心伝心による」と答えた。
ホロコースト裁判 ―ツンデル裁判記録より――
検察側証人でありアウシュヴィッツでガス殺を目撃したとされるアーノルド・フリードマンは問い詰められ、答えに窮した末に、自分は確かにアウシュヴィッツ・ビルケナウにいたが（しかもそこでは強制労働は一度限り、ジャガイモの荷卸をさせられただけだった）、ガス殺に関しては、話に聞いたことを繰り返しただけだと述べた。『カナダの歴史検証主義：ツンデル裁判』～ロベール・フォリソン
検察側証人でアウシュヴィッツ・ビルケナウでガス殺を目撃したとされるルドルフ・ヴルバの著書は、ヒムラーが1943年1月にビルケナウ収容所の新たな〈ガス室〉付き火葬炉の落成式に訪れるシーンから始まる。ところが実際にはヒムラーが最後にビルケナウを訪問したのは1942年7月であり、1943年1月には新たに建設中だった火葬炉群の最初の一基さえ、完成からは程遠い状態にあった。
彼はツンデルの弁護士クリスティーに四方八方から攻められ、法廷で、自著が〈詩法上の破格語法〉つまり詩人に許されるフィクションの範疇で解釈すべきものだと告白した。『カナダの歴史検証主義：ツンデル裁判』～ロベール・フォリソン
この裁判で1988年にツンデルが弁護側証拠として米国のフレッド・ロイヒターに依頼して作成した「ロイヒター・レポート」は、一般にガス室とされている建造物では技術的な問題からガスによる殺人は不可能であると結論づけている。
1995年5月20日にはツンデル自宅へ爆弾が届く。
その後、ツンデルはウェブサイトを立ち上げて主張を宣伝した。このウェブサイトに対する告訴に対して、2002年1月、カナダ人権裁判所はカナダ人権法に違反しているとの判決を下した。2003年2月、アメリカ合衆国移民帰化局はテネシー州において移民法違反の容疑でツンデルを別件逮捕し、数日後カナダに身柄を送還した。そこでツンデルは難民認定を受けようとしたが、2005年1月まで拘留され、11月にドイツで起訴された。

### 1990年代

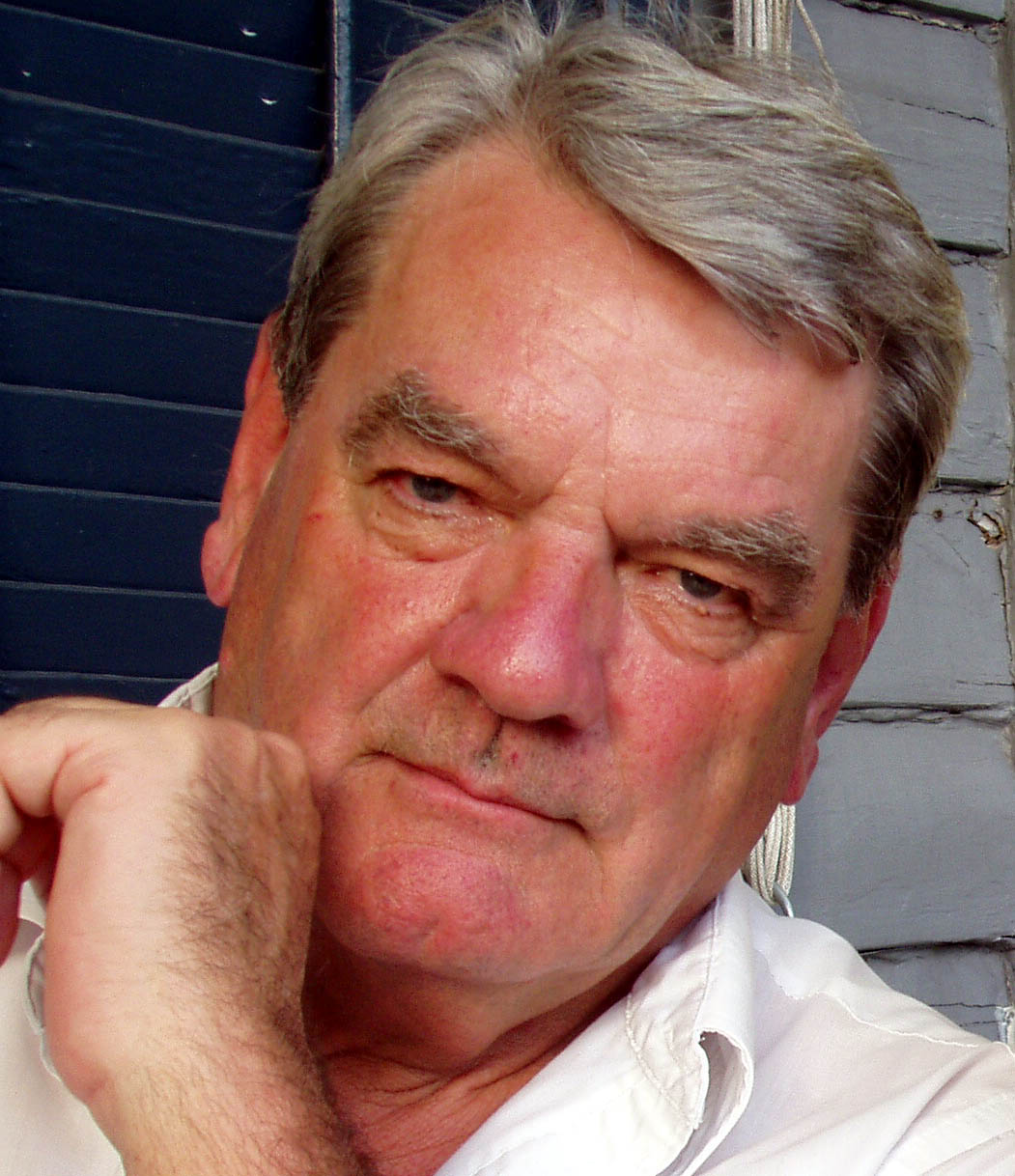
デイヴィッド・アーヴィング

1993年には、当時マックス・プランク研究所の臨時職員であったゲルマー・ルドルフの「ルドルフ・レポート」がロイヒター・レポートと同様の結論を提示した。批判としてはインターネット上で発表された Richard J. Green のものがある。「ルドルフ・レポート」は極右運動家のオットー・エルンスト・レーマーの裁判において被告側の弁護資料として用いられた。試訳:アウシュヴィッツとビルケナウの「ガス室」に関する技術的・化学的考察
1998年、アメリカの歴史家デボラ・E・リップシュタットは著書『ホロコーストの否認』 において、アーヴィングが意図的に事実をゆがめて書いていると非難した。これに対してアーヴィングが彼女と出版社のペンギン・ブックスを提訴したが、訴えは棄却され、裁判所ではリップシュタットの考察が正しいと認定された（アーヴィング対ペンギンブックス・リップシュタット事件）。
1998年10月、ユダヤ系の The Scribe誌は「神の存在を否認する者は罰せられるべきである」「ホロコーストへの正しい態度とは、神の敵であるわれわれの敵に罰を与えることである」として、否認論者こそが「われわれの敵」であり、この人々は「ホロコーストに関与し、参加したとみなされるべきである」し、否認論者の頭には「死刑宣告」とある、と述べた。
フランスではホロコーストの否認は1990年代に否認主義 (négationnisme) として顕著になってきたが、この動きは遅くとも1960年代にはピエール・ギヨームなどのフランス左翼政治家の中に存在していた。1990年代には、フランス共産党の理論的指導者であったフランスの左翼系哲学者ロジェ・ガロディが、「ガス室」をはじめとする従来の「ホロコースト」言説に疑義を提出し、イスラエルが政治的にこの言説を利用してきたと論じた。
『偽イスラエル政治神話』近年、フランスでは左派右派を問わず、否認論が広く展開している。その主張はホロコーストを越えて広がり、戦後それを最大限に利用してきたイスラエル批判にも繋がっている。この中には「ユダヤ人資本家」への批判、聖書にあるカナン人虐殺への指摘、シオニズムに対する批判などが含まれる。
1990年代半ば以降、インターネットが大衆化するにつれてホロコースト否認論者やその他のグループを含む多くの組織が新たに国際的な登場をしてきた。他方、1970年代後半から頻発した否認論者への暴行や関係出版社への放火なども多発し続けた。1996年9月にはイギリスの歴史評論社印刷所に爆弾放火が行われ、1999年1月16日にはバルセロナの書店Libreria Europaが放火された。

### 2000年代
オーストリアでは、公共の場におけるホロコースト否認は犯罪であり、アーヴィングが1989年に行った演説を理由に逮捕状が出されていた。2006年、アーヴィングはホロコースト否定の罪によって、オーストリアにおいて起訴され、その場において、「私は1989年にホロコーストを否定したが、1991年にアイヒマン論文を読んでからは認識を改めた」「ナチスは数百万人のユダヤ人を殺した」「具体的な数字は知らない。私はホロコーストの専門家ではない」と、自らの否定説を撤回したが、3年の懲役刑を受けた。オーストリア内務省の決定で、アーヴィングは国外退去処分とされた。
2006年12月21日、帰国したアーヴィングは、「ホロコースト否定の主張をこれからも繰り返す。」と話し、「アウシュヴィッツなどの収容所で死亡した人の殆どは殺されたのでは無く、病気で亡くなった。」、「ドイツやオーストリアがホロコースト否定を禁止する法律を廃止するまで、彼らの商品をボイコットするべきだ。」と主張したが、2007年10月には、第二次世界大戦中のヨーロッパのユダヤ人の運命に関する自分の見解を再考していると発表した。彼は、釈放後、ナチの些細な通信記録集の中に、SS少佐ヘルマン・ヘフレによるメモを発見したと語り、このメモには「S」「B」「T」と記されており、アーヴィングによれば、これはソビボル、ベウジェツ、トレブリンカの強制収容所を指す暗号だという。彼は、この文書が本物である可能性は80%だと考えており、ホロコーストに関する他のいかなる証拠よりも本物らしく思えたと述べた。また「もしこの文書が本物なら、何も起こらなかったとする修正主義者たちの見解は否定される」とも述べ、彼はナチによって約240万人のユダヤ人が殺害されたと考えており、アウシュヴィッツは絶滅収容所ではなく、ヒムラーがヒトラーに隠れて殺害を命じたと信じている。

### 2010年代
2019年1月のイギリスの調査では、調査対象となった英国人の5パーセント（推定260万人）がホロコーストが実際に起こっておらず、信じていない。と答えた。

## 「ホロコースト産業」論
ユダヤ人指導者がホロコーストを利用して金銭的または政治的な利益を得ており、「ホロコースト産業」 (Holocaust industry) や「ショアー・ビジネス」 (Shoah business) という用語もある。たとえば、1996年、スイスの主要銀行に対し、ホロコースト犠牲者のものとされる休眠口座に眠る預金の返還を求めるユダヤ人の集団訴訟が起こされた。1997年、ドラミュラ大統領兼経済相は「あたかもスイスにもかつて強制収容所があり、ホロコーストの主犯であったかのような非難だ。賠償金の要求はまるで脅迫のようなもの」として、これを「ゆすり・たかり」と非難したが、イスラエルやアメリカの圧力を受け謝罪を余儀なくされる。1998年、休眠口座の調査は続行中だったが、銀行側が今後支払い要求に応じないことを条件に12億5千万ドルを支払うことで政治決着した。2001年10月13日、英紙タイムズはスイスの独立請求審判所による調査の結果を報じ、それによれば休眠口座の総額は6千万ドル程度に過ぎず、ほとんどは少額で、処理した10,000 件近い請求のうち確認できた口座は200件だった。
ユダヤ人政治学者ノーマン・フィンケルスタインは、2002年、このようなユダヤ人団体の行動をホロコーストを利用して利益を得るものとして批判する『ホロコースト産業』を著した。このユダヤ人団体などからホロコースト否定論者とされ非難を浴びた。しかし、フィンケルスタインは『ホロコースト産業』において「ホロコーストを利用して利益を得るユダヤ人団体」を批判したのであって、ホロコースト否定論を唱えている訳ではない。著名なホロコースト研究家であるラウル・ヒルバーグや、ユダヤ系であるノーム・チョムスキーはこのような見解を支持している。一方で「産業論」はホロコースト否定論者に好意的に用いられることもしばしばある。
また、ホロコーストはユダヤ人にとって道徳的優位の道具として用いられているという言説はしばしばある。1987年、ベルリン自由大学教授エルンスト・ノルテが「過ぎ去ろうとしない過去」で、ホロコーストは歴史上の多の虐殺と大して変わらないものであるのに、かつて迫害されたユダヤ人はいまでは「永く特別に取扱われ、特権化されている」などと述べ、論争となった（歴史家論争）。1988年2月10日にはノルテ教授の車が放火される。また1998年には作家のマルティン・ヴァルザーがフランクフルト書籍見本市の平和賞受賞講演で、ホロコーストがドイツ人に対して「道徳的棍棒」として使われていると述べて元ドイツ・ユダヤ人中央評議会議長イグナツ・ブービスとの間に「ヴァルザー論争」が起こった。彼らもホロコーストの存在自体を否定したわけではないが、否定論者には彼らの言説が、ホロコーストがユダヤ人に利益にもたらしている証明として、しばしば利用されることもある。
2001年2月にドイツのシュピーゲル誌が発表した世論調査結果によると「ユダヤ人団体は、自身が利益を得るために、独に対し過度の補償要求をしていると思うか」との設問に対し、ドイツ人の15%がそうだと答え、50%が部分的にせよそうだ、と回答している。また2003年12月に行われたイギリスのガーディアン誌の世論調査では「ユダヤ人は自分たちの利益のためにナチス時代の過去を利用し、ドイツから金を取ろうとしているか」という質問に全体の1/4が「そう思う」と返答し、1/3が「部分的だが真実」との認識を示すなど「ホロコースト産業」論も現在のドイツにおいて広く受け入れられている。
2008年11月、聖ピオ十世会の司教リチャード・ウィリアムソンは「ユダヤ人600万がガス室で殺害されたことは史実ではない」と語り、ユダヤ人の死亡者総数は約20万から30万人だと主張した（これは歴史修正主義者の説とほぼ一致する数である）。ウイリアムソンら聖ピオ十世会の聖職者は1988年に叙任問題で自動破門されていたが、教皇ベネディクト16世は聖ピオ十世会との宥和を目指すため、2009年1月に彼らの破門を解除した。バチカンは破門解除にあたってウィリアムソンの発言を知らなかったと釈明している。ベネディクト16世はホロコースト否認をくりかえし非難しており、ウィリアムソンは後に聖ピオ十世会からも追放された。

## イスラム圏における概況
イスラム教国家においては、ホロコーストに対するユダヤ人への同情論が、結果的にシオニズムの容認とパレスチナからのパレスチナ人追放へと繋がったとする反発から、ホロコースト否認論が近年台頭してきている。中東では、パレスチナの政治グループだけでなくシリアやイランの政府の人間がホロコースト否認を表明しており、2005年にはイランのアフマディーネジャード大統領が「ホロコーストは無かった」などとホロコーストを否定する発言を行って非難を受けた。
ホロコースト否認論はイスラム世界では比較的新しい動きである。名誉毀損防止同盟 (ADL) の副理事ケネス・ジェイコブソン (Kenneth Jacobson) はハアレツ (Haaretz) 紙のインタヴューに応えて次のように述べている。
ファタハの協同設立者の1人でパレスチナ解放機構の指導者の一人であるマフムード・アッバースはモスクワ東洋大学で1982年に歴史学の博士号を取得したが、学位論文は『ナチスとシオニスト運動の指導者との秘密の関係』と題するものであった。なお、ソ連は1960年代からナチスとシオニスト指導部との秘密の結び付き (en:Zionology) を主張し、それを押し進めてきていた。彼がその博士論文を基に1983年に書いた『もう一つの顔: ナチスとシオニスト運動との秘密の関係』 では次のように述べられている。
アッバースはまた、2006年3月にハーレツ紙のインタヴューでこう述べている。
ホロコーストの修正は、現在、様々なアラブ人指導者によって恒常的に宣伝され、それが中東全域の各種メディアを通じて広まっている。2002年8月にはアラブ連盟のシンクタンクで、アラブ首長国連邦副首相のスルターン・ビン・ザーイド・アル・ナヒヤーン (Sultan Bin Zayed Al Nahayan) が議長を務めるザーイド協同追求センター (Zayed Center for Coordination and Follow-up) がアブダビでホロコースト修正シンポジウムを開催した。ハマースの指導者たちもまたホロコースト修正を宣伝している。
2005年12月の演説で、イランの大統領マフムード・アフマディーネジャードはホロコーストがイスラエルを守るために広められた「おとぎ話」だと述べ、国際的非難の新しい波を誘った。「彼らはユダヤ人の虐殺の名の下に伝説を捏造し、神よりも、宗教よりも、預言者たちよりも高い位置にそれを捧げ持っている」と述べ、またユダヤ人を迫害したのはドイツやオーストリアとして、迫害の責任を負うのはイスラエルの国家のために土地を手放しているパレスチナ人ではなくドイツやオーストリアであり、イスラエルはこれらの国々に移転するべきだと主張した。さらにイスラエルのユダヤ人をアメリカ合衆国に移住させることを提案している。
2006年3月6日、イラン国営日刊紙Jomhouri-e Eslami（Jomhouri Islami/ジョムホーリ・イスラーミ）の準公式的記事は、元ドイツ連邦共和国首相ヘルムート・コールがドイツにおけるイラン人ビジネスマンたちとの夕食会の席で、イラン大統領マフムード・アフマディーネジャードの発言「ホロコーストは作り話」という件に関し「心底賛成する」と述べ、また、「アフマディネジャド大統領が言ったことは、我々が胸に深く秘めていたことだ。我々はこのことを長い間言いたかったが、言う勇気がなかった」とも述べたと伝えた。しかし後にコール自身が公式にこの発言を否定し、その根拠も存在するため、これは誤報であったことが判明した。
2006年4月24日には、「究極の真実を明らかにするために」ホロコーストの真の規模を独立の立場から再び査定することを求めた。米国ではイスラム教徒公共問題協議会en:Muslim Public Affairs Councilがアフマディーネジャードの発言を非難した。同年12月にはテヘランで、ホロコーストの存在に否定的・懐疑的な立場を取る著名人・識者を集めたホロコースト・グローバルヴィジョン検討国際会議が開かれた。一方、ハマースの政治指導者であるハーリド・マシャアル (Khaled Mashal) はアフマディーネジャードの発言を「勇敢だ」と評価し、「イスラム教徒はイランを支持するだろう。それはイランが彼らの想い、特にパレスチナの人々の想いを言葉にしてくれるからだ」と述べた。
2007年1月26日の国連総会本会議は、ホロコーストの「全面的、部分的否定」を非難し、すべての加盟国に対してホロコーストの否定とそのための活動を禁止する措置を執ることを勧告する決議案が103カ国の共同提案によって提出された。この決議は投票なしで採択されたが、イランは不参加で「偽善的」と批判した。
2013年、新たにイラン大統領に就任したハサン・ロウハーニーは、CNNのインタビューで、「ナチスがユダヤ人だけでなく非ユダヤ人に対して行った犯罪を含め、歴史上起きた人類に対するあらゆる犯罪が批判されるものであると言えます。彼らがユダヤ人に対して犯した犯罪が何であれ、我々は断固非難する。」と語った。これに対し、イランのメディアはCNNがロウハーニー大統領のコメントを捏造したと非難した。
同年、イランの最高指導者アリー・ハーメネイーは、ノウルーズの演説で、ホロコーストの真実性に疑問を呈し、「ホロコーストはその実態が不確かな出来事であり、それが実際に起こったことだとしても、どのようにして起こったのか不明だ。」と発言した。
2023年12月20日、シリアのバッシャール・アル＝アサド大統領は、ホロコーストはイスラエル建国を正当化する為に捏造された嘘だと主張した。（サウジ通信社、AP経由）アサド大統領は、ホロコーストで600万人のユダヤ人が殺害されたという証拠は無いとし、「確かに、強制収容所はあったが、これが人道問題でも現実に起こった問題でもない。政治化された問題である。（ユダヤ人）600万人の事を話すより、何故独ソ戦で殺された2600万人のソ連人については話さないのか。」「あの戦争で誰が何人殺されたのか？（ユダヤ人の）600万の方が大事なのか？」と語った。

## 日本における概況
日本においては、フォリソンなど欧米の否認論者の言説を紹介する形で否認論が展開された。ユダヤ陰謀論論説で知られる宇野正美もしばしばホロコースト否認論説を著書に残している。
1994年にはジャーナリストの木村愛二が雑誌『噂の真相』に「シンドラーのリストが訴えたホロコースト神話への大疑惑」と題した記事を寄稿した。1995年には著書『アウシュヴィッツの争点』（リベルタ出版）を発表、言論規制の動きに警鐘を鳴らした。木村の問題提起に触発された本多勝一は、一時的にではあるがホロコースト否認論に関心を抱き、当時、本多が編集長を務めていた『週刊金曜日』に木村による連載を企画した。

### マルコポーロ事件
- 1995年、当時厚生省職員であった医師の西岡昌紀が「ナチ『ガス室』はなかった」という記事を『マルコポーロ』誌に掲載したことが国際的非難を呼び、最終的に『マルコポーロ』紙は廃刊となった（マルコポーロ事件）。記事の中で西岡は「ナチス・ドイツがユダヤ人を迫害した事は明白」として当時のドイツのユダヤ人政策を支持する立場ではないことを明確にした上で、ドイツはユダヤ人を迫害したが「絶滅」までは計画しておらず、収容所でユダヤ人が大量死した原因は発疹チフスなどによるもので、アウシュヴィッツ等の収容所に処刑のためのガス室は存在しなかった、連合国はそれら病死したユダヤ人の死体の映像をガス室の犠牲者であったかのように発表・宣伝した、等の考察を発表した。なお同記事は、数回のシリーズの第一回として書かれた記事であった。

江川紹子はマルコポーロ事件の直後、マルコポーロの西岡記事を支持しないと明言した上で、サイモン・ウィーゼンタール・センターが文藝春秋に対して行なった広告ボイコットの手法を「民主主義の枠を超えている」と批判、月刊誌『噂の真相』やジャーナリストの長岡義幸などもこの問題を巡る言論弾圧の空気を批判し、「ガス室」についての判断は留保しつつも、西岡を擁護している。木村愛二は『マルコポーロ』の記事がイスラエル建国とホロコーストの関係に全く言及していない点を批判している。
西岡自身はその後、パソコン通信上の発言と1997年の著書において、細部の記述には誤りがあったと自ら認めつつ、ホロコースト否認の立場を維持、ホロコースト否認論者に対する言論規制の動きを「ファシズムと呼ぶべきもの」と呼んで批判した。
ジャーナリストの田中宇は、ホロコーストをめぐる言論状況について「常識と異なる結論に達したら「犯罪者」にされるというのは、分析が禁じられているのと同じ」であるし、またヨーロッパではホロコーストの事実性を検証の対象にすることさえ禁じられようとしていると指摘している。また、シオニストの中でも過激派と、国際協調主義を信奉する労働党系の中道派（左派）とでは意見が対立していると指摘している。
1997年には自らの否定説を梶村太一郎と金子マーティンによって批判された木村愛二が、掲載誌の『週刊金曜日』と著者の二人を名誉毀損で告訴しているが、1999年2月に全面敗訴している。この際裁判所は「ホロコーストは世界にあまねく認められた歴史的事実」という認定を行っている。
2014年産経新聞が11月26日付の同紙東海・北陸版（約5000部）にホロコーストを否定する書籍の全面広告を掲載し、ユダヤ系団体「サイモン・ウィーゼンタール・センター」より抗議を受け、謝罪を行った。

## ホロコースト否認論を規制する法律

赤色はホロコースト、もしくはナチス・ドイツの犯罪行為、人道に対する罪とされた行為を公に否認することを明文で禁じた法律が存在する国

いくつかの国においては、ホロコーストなどのナチスの犯罪行為を「否定もしくは矮小化」した者に対して刑事罰を適用する法律が制定されている。
ヨーロッパ州では特に多く、ドイツの刑法130条、フランスのゲソ法などが代表的であり、オーストリア、スイス、ベルギー、ルーマニア、チェコ、リトアニア、ポーランド、ルクセンブルク、ロシア、ウクライナにも同様の法律がある。
アジア州ではイスラエルにおいて規定されている。
アメリカ州ではカナダにおいて規定されている。
アメリカやイギリス、オーストラリア、ブラジルなど、ホロコースト否認論そのものを禁止する法律は無いが、名誉毀損や民族間の憎しみの助長やヘイトスピーチを禁止する法律があり、それらの国では「ホロコースト否定」をユダヤ人差別として裁く事例もある。フランスにおいて人種的憎悪教唆罪で有罪判決を受けたホロコースト否認論者ロジェ・ガロディは、これらの法律が欧州人権条約に違反しており、ホロコーストを否定する権利を侵害されたとして欧州人権裁判所に訴えたが、同裁判所は全員一致でガロディの訴えを棄却している。更に裁判所は判決文の中で、「ホロコーストは明確に立証された歴史的事実であり、それに対して虚偽であるとして異論を唱えることは人種主義とナチズムの復興をはかり、反ユダヤ主義を激化させる目的があると認定し、否認論の表現を認めることは却って人権の基礎となる正義と平和を侵害するものである」と述べた。
2003年のヨーロッパ委員会による「サイバー犯罪条約への追加議定書」では、人種差別的で排外主義的な行為の犯罪化に関する協約で、第6条に「大量虐殺や人道に対する罪の否認、矮小化、是認、正当化」が上げられているが、まだ法律化されていない段階にある。
また、これらの国の中にはナチズムに関するナチの象徴を公に使用することを禁止している場合もある。加えて、ホロコースト否認を禁止している国々では、同時に他人種・他民族に対するヘイトスピーチを禁じるなど、公的な場での発言を制限する法体系が存在していることが指摘されている。『ホロコースト否定と法律』を執筆したロバート・カーンによると、「米国やイギリス、元イギリス植民地のようなコモンロー諸国と、ヨーロッパ大陸の大陸法諸国とで違いがある。大陸法の国々では一般的により規範的である。同時にそれらの国々では、裁判官は審問官として証拠を集めて提示し解釈するが、英米の当事者主義と違い、大陸法の国での裁判は公正さが第一であり、裁判官が審判として機能し真実に到達することを目的としている。」と評している。
2007年1月26日の国連総会本会議には、ホロコーストの「全面的、部分的否定」を非難し、すべての加盟国に対してホロコーストの否定とそのための活動を禁止する措置を執ることを勧告する決議案が103カ国の共同提案によって提案され、可決された。
ホロコースト否定を法で規制することについては、上述したガロディなどのホロコースト否定派を中心に批判されている。一方で、ホロコースト否定派ではない人物からも言論の自由の観点から批判の声がある。